# Dagmar de Danemark
Ne doit pas être confondu avec Dagmar de Danemark (1890-1961).
Titre
Impératrice consort de Russie
14 mars 1881 – 1er novembre 1894
(13 ans, 7 mois et 18 jours)
Marie Sophie Frédérique Dagmar de Schleswig-Holstein-Sonderbourg-Glucksbourg, princesse de Danemark, née le 26 novembre 1847 à Copenhague et morte le 13 octobre 1928 à Hvidovre, est un membre de la famille royale de Danemark, devenue par son mariage avec le tsar Alexandre III, grande-duchesse puis impératrice de Russie sous le nom de Marie Fedorovna (Maria Feodorovna ou Maria Fiodorovna, en russe Мария Фёдоровна).
Dagmar est la deuxième fille et le quatrième enfant du roi Christian IX de Danemark (surnommé le « beau-père de l'Europe » à cause des brillants mariages de ses enfants) et de la reine Louise de Hesse-Cassel. Ainsi, son frère aîné est roi de Danemark sous le nom de Frédéric VIII ; son frère cadet, Guillaume, devient roi des Hellènes sous le nom de Georges Ier en 1863 et sa sœur Alexandra épouse Édouard VII la même année et devient ainsi reine du Royaume-Uni. Cela explique notamment pourquoi il y a une ressemblance frappante entre son fils le tsar Nicolas II et son cousin, le roi George V.
En 1864, elle est d'abord fiancée à l'héritier du trône de Russie, le grand-duc Nicolas, mais le jeune prince meurt en 1865. L'année suivante, elle épouse le frère de son premier fiancé, le nouveau tsarévitch Alexandre Alexandrovitch. Au préalable, étant de confession luthérienne, elle se convertit à l'orthodoxie. Par l'assassinat de son beau-père, l'empereur Alexandre II, en 1881, son époux devient empereur et elle-même impératrice de Russie. Jolie et populaire, elle intervient rarement dans la politique, préférant vouer son temps et son énergie à sa famille, à des œuvres de charité et à la vie mondaine et culturelle. La seule exception à cette neutralité est sa haine de la Prusse du fait de l'annexion, en 1866 après la guerre des duchés, des duchés de Schleswig et de Holstein, propriétés personnelles des rois de Danemark.
Malgré le renversement de la monarchie en 1917, l'impératrice refuse de quitter la Russie. Ce n'est qu'en avril 1919 qu'elle quitte la Russie, s'évitant ainsi le sort tragique de la famille Romanov. Après une brève visite à Londres, elle retourne dans son Danemark natal. Refusant jusqu'à la fin de reconnaître la mort de son fils, elle y reste jusqu'à sa mort en 1928. Longtemps enterrée au Danemark, la dépouille mortelle de l'ancienne impératrice est rapatriée en Russie en 2006.

## Biographie

### Premières années (1847-1864)
Le 26 novembre 1847, Dagmar voit le jour à la résidence de ses parents, le palais Jaune, situé juste à côté du palais d’Amalienborg, résidence principale de la famille royale de Danemark dans le quartier de Frederiksstaden, au centre de Copenhague. Elle est le quatrième enfant et la seconde fille du prince Christian de Schleswig-Holstein-Sonderbourg-Glücksbourg et de la princesse Louise de Hesse-Cassel. La princesse a cinq frères et sœurs : Frédéric, Alexandra, Guillaume, Thyra et Valdemar. La jeune princesse est baptisée au palais Jaune dans la foi luthérienne avec la reine danoise Caroline-Amélie de Schleswig-Holstein-Sonderbourg-Augustenbourg comme marraine. Elle porte les noms de sa grand-tante, la reine douairière danoise Marie-Sophie de Hesse-Cassel, ainsi que celui de la reine danoise médiévale Dagmar de Bohême, conformément à la mode du nationalisme romantique de l'époque. En grandissant au Danemark, elle est connue sous le nom de Dagmar, tandis qu'au sein de la famille elle est surnommée Minnie tout au long de sa vie .

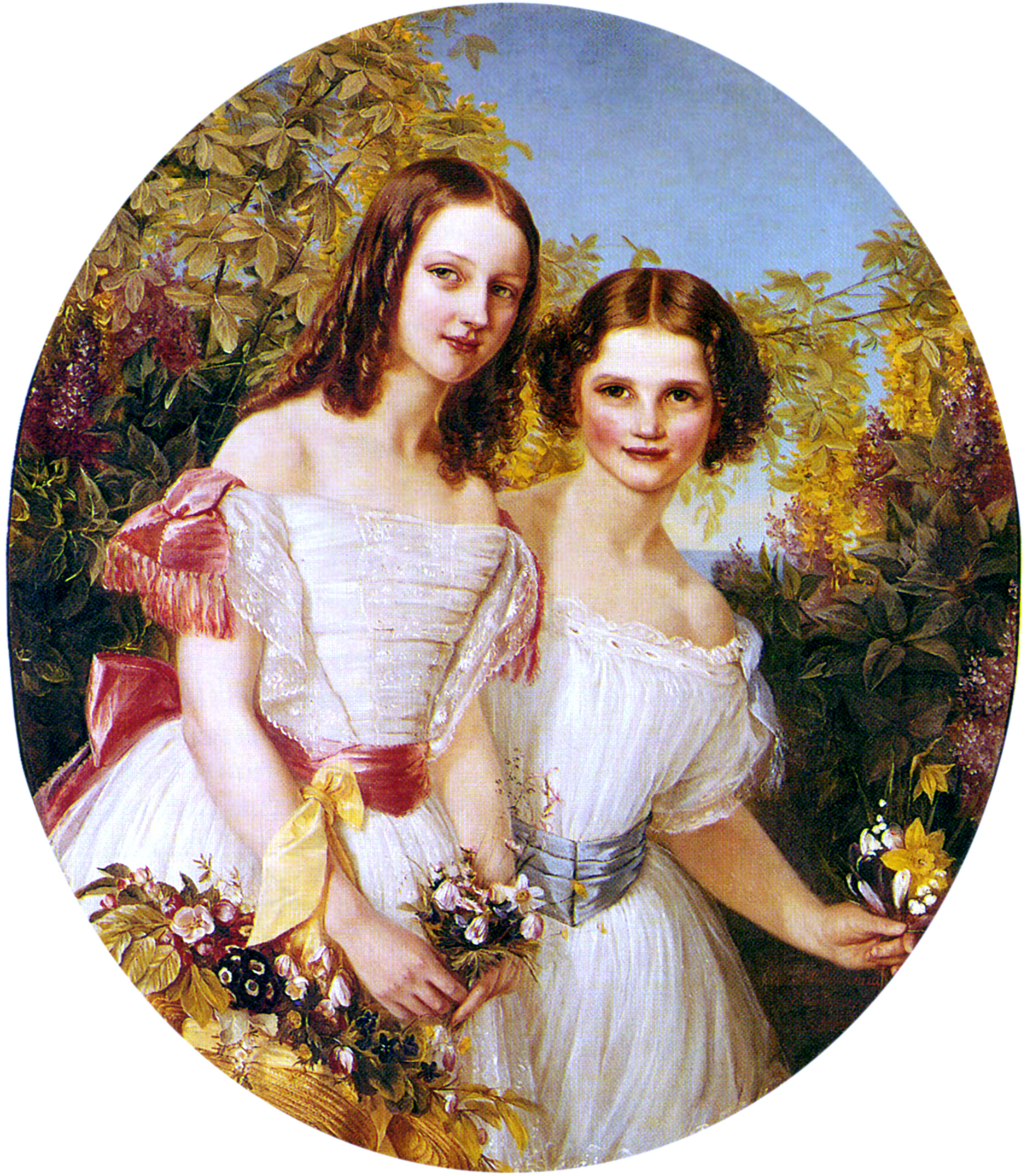
Alexandra et Dagmar par Elisabeth Jerichau-Baumann en 1856.

Lorsqu’elle voit le jour, son père n’est qu’un membre d’une branche cadette de la maison d'Oldenbourg, la famille royale de Danemark. Dagmar est donc la fille d'un prince secondaire dont l'épouse est apparentée à la famille royale danoise, mais sans véritable prétention au trône. Bien que de sang royal, la famille mène une vie relativement obscure. En effet, pendant son enfance, le Danemark se trouve confronté à une crise de succession, le roi Frédéric VII de Danemark n'ayant pas de descendance, et l'extinction de la lignée principale de la maison d'Oldenbourg semblant fort probable. Pour cette raison, après des négociations compliquées, le prince Christian est désigne officiellement comme successeur du roi par le traité de Londres de 1852. Lors de l'adoption de la nouvelle loi de succession datée du 31 juillet 1853, le prince Christian et sa famille deviennent princes et princesses de Danemark portant la qualification d'altesses.

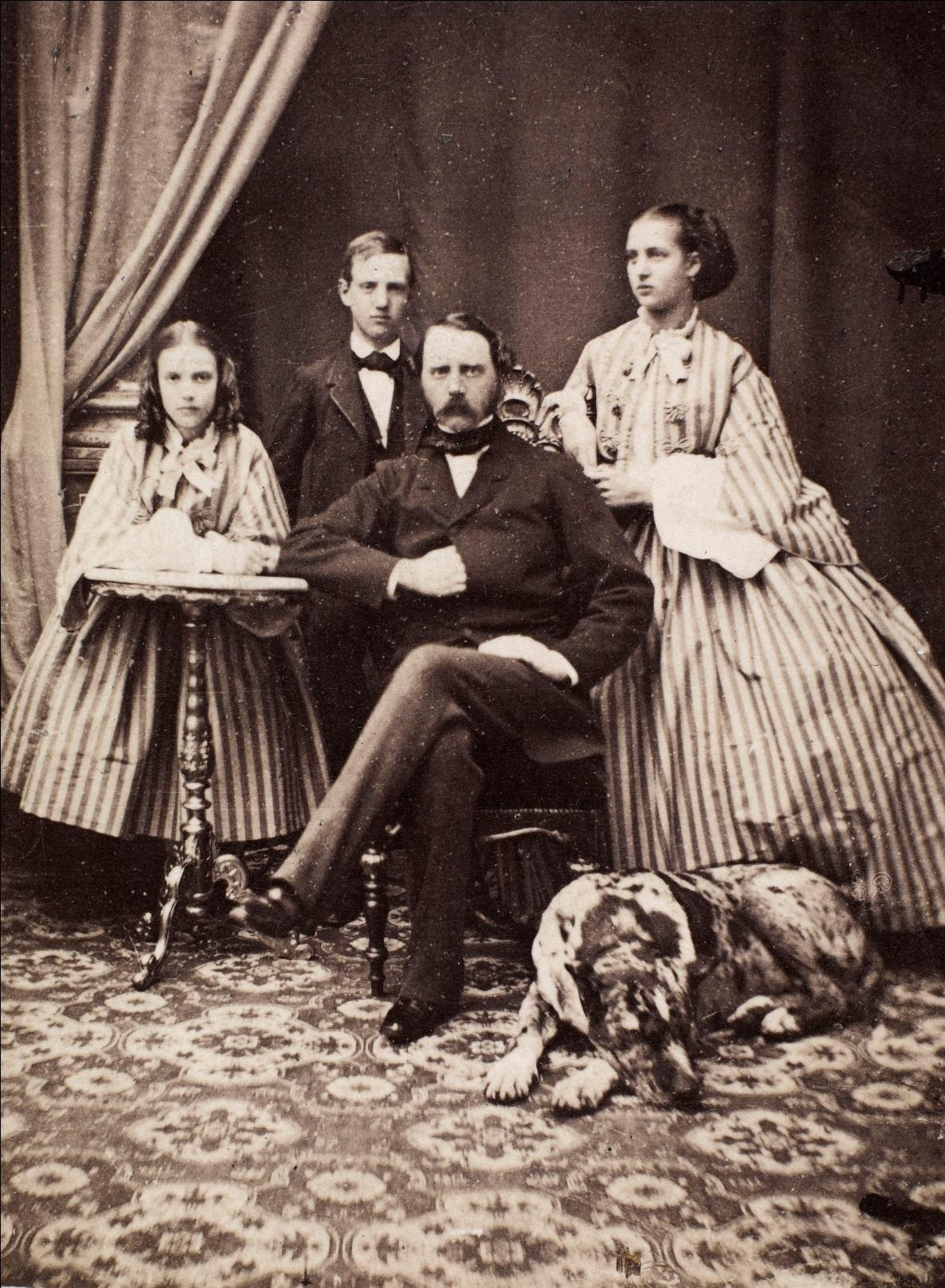
Dagmar, Guillaume et Alexandra avec leur père Christian IX en 1861.

Dagmar et ses frères et sœurs grandissent dans le palais Jaune et passent les étés au palais de Bernstorff, que la famille obtient après la nomination de son père comme héritier du trône. Les enfants grandissent dans ce qui a été décrit comme un environnement humble mais heureux, où la famille est étroitement liée. Pendant leur enfance, le père ne dispose que de son salaire d'officier et la famille mène une vie relativement simple selon les normes royales. Leur ménage ne compte que six employés et, pendant leur enfance, Dagmar et ses frères et sœurs sont libres de se promener dans les rues de Copenhague, aller au marché ou visiter des cafés. Les parents veillent à donner aux enfants une éducation bourgeoise mettant l'accent sur les devoirs royaux. Les enfants ne participent que très rarement aux cérémonies et doivent alors immédiatement retirer leurs beaux vêtements pour ne pas risquer de les salir. Plus tard, tous les enfants se sont fait connaître pour leur capacité à interagir avec les gens, leur sens du devoir et leur capacité à la représentation.

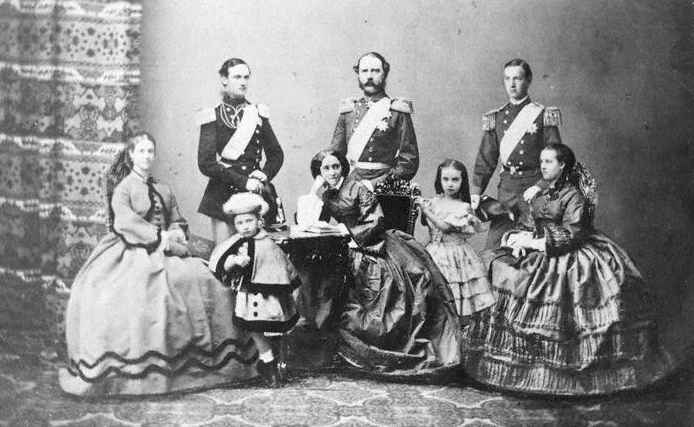
Dagmar et sa famille en 1862. De gauche à droite : Dagmar, Frédéric, Valdemar, Christian IX, la reine Louise, Thyra, Guillaume et Alexandra.

Dagmar est proche de sa sœur aînée, Alexandra, et les deux filles entretiennent un lien fort l'une avec l'autre tout au long de leur vie. Les deux princesses partagent une chambre et sont élevées ensemble. Les sœurs reçoivent à peu près la même éducation, avec des éléments jugés appropriés pour les filles de l'aristocratie : elles apprennent à tenir un ménage par leur mère et à danser, à jouer de la musique, à peindre et à dessiner, et à parler français, anglais et allemand par des tuteurs. Cependant, leur père insiste également pour qu'elles apprennent la gymnastique et le sport, ce qui est plus inhabituel pour les filles de l'époque. De plus, Dagmar et Alexandra reçoivent des cours de natation par la pionnière suédoise de la natation pour femmes, Nancy Edberg (en) ; Dagmar accueillera plus tard Edberg en Russie, où elle est venue grâce à une bourse royale pour donner des cours de natation pour femmes. Dagmar est décrite comme vive et intelligente, douce mais moins belle qu'Alexandra, et meilleure en peinture et en dessin que ses sœurs, qui, en revanche, sont plus douées en musique. La princesse Marie-Adélaïde de Cambridge écrit que Dagmar est « douce et jolie » et commente favorablement ses « splendides yeux sombres ».
L'année 1863 est riche en événements marquants pour la princesse et sa famille, qui commence maintenant à se faire un nom dans l'Europe des rois. Le 10 mars, sa sœur la princesse Alexandra épouse le prince de Galles. Le 30 mars, son frère le prince Guillaume est élu roi des Hellènes et monte sur le trône grec en prenant le nom de Georges Ier. Et le 15 novembre, le roi Frédéric VII meurt et le père de Dagmar reçoit la couronne en prenant le nom de Christian IX.

### Fiançailles et mariage (1864-1866)

#### Premières fiançailles

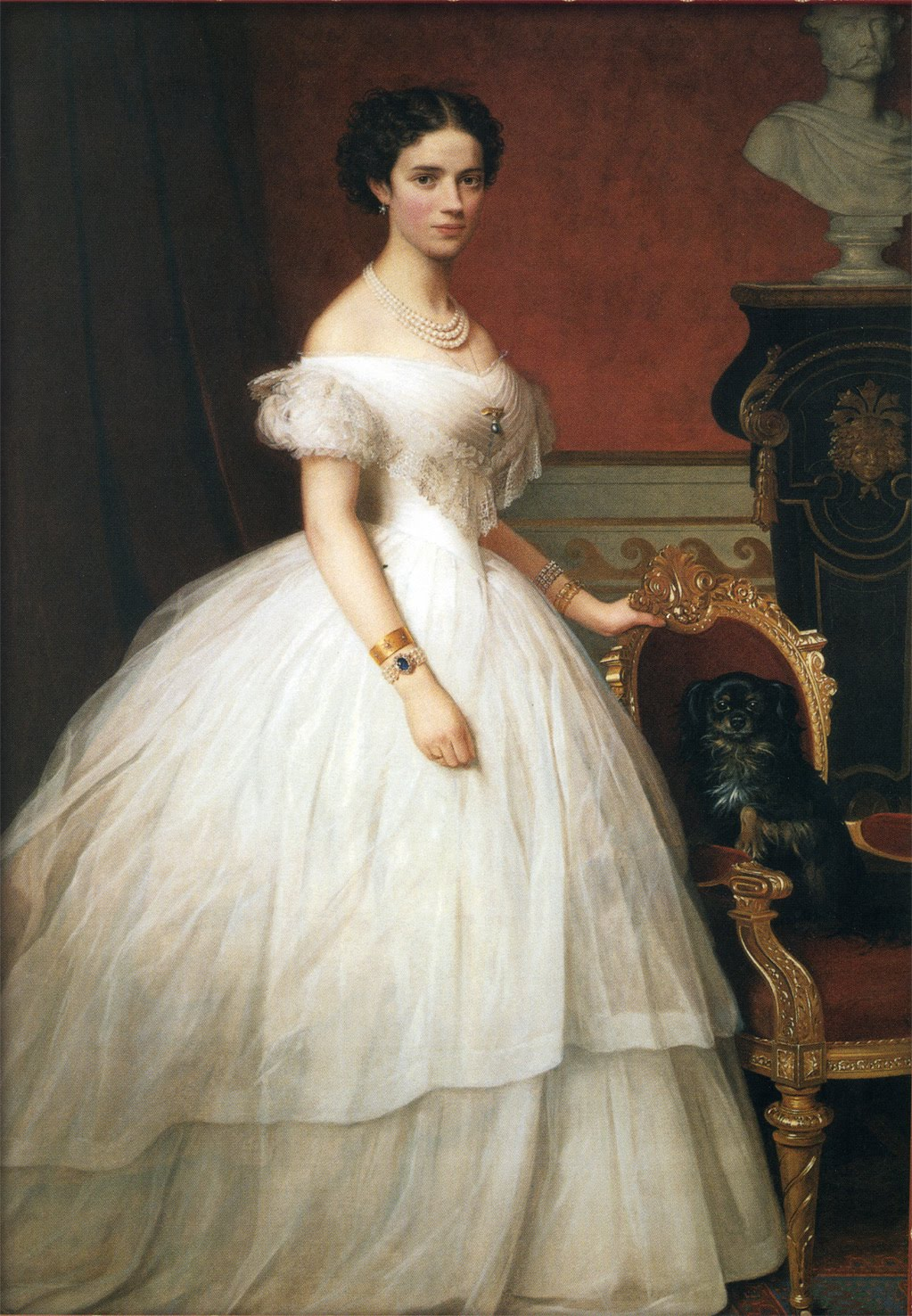
Dagmar dans les années 1860 par Andreas Herman Hunæus.

Dagmar, depuis 1863 fille du roi danois, sœur du roi grec et belle-sœur du prince de Galles, est maintenant l'une des princesses les plus convoitées d'Europe et le sujet d'intérêt des maisons princières européennes. Elle est ainsi considérée par la reine Victoria pour son deuxième fils, le prince Alfred. La souveraine écrit : « Dagmar est plus intelligente que sa sœur aînée, Alexandra, et c'est une fille très gentille. ». Une proposition de mariage du prince héritier Humbert d'Italie est aussi rejetée, Dagmar le trouve peu attrayant. Sa mère est également réticente à soutenir un tel mariage car elle ambitionne pour sa fille un plus grand statut avec la perspective d'un mariage avec la famille impériale russe. Le soutien croissant à l'idéologie slavophile de l'Empire russe conduit l'empereur Alexandre II à rechercher une épouse pour l'héritier du trône, le tsarévitch Nicolas Alexandrovitch, dans d'autres pays que les petites principautés protestantes allemandes où les membres de la maison Romanov avaient traditionnellement trouvé leurs conjoints. La princesse Dagmar est l'une des candidates, et dès 1860 l'empereur fait ses premières enquêtes à la cour danoise. Il existe aussi déjà des liens familiaux entre les deux familles, puisque l'oncle de Dagmar a été marié à la sœur de l'empereur.
En 1864, l'impératrice russe Maria Alexandrovna annonce que son fils se rendra au Danemark. Le grand-duc Nicolas arrive pendant l'été au château de Fredensborg où séjourne la famille royale danoise. Nicolas, appelé Nixa au sein de la famille, n'a jamais rencontré Dagmar, mais collectionne depuis plusieurs années des photographies d'elle, et les deux familles désirent toutes deux ce mariage. Lors de leur rencontre, Dagmar et Nicolas montrent une sympathie mutuelle l'un pour l'autre, et le grand-duc écrit à sa mère : « Je suis venu ici comme dans une fièvre (...) Je ne peux pas vous décrire ce qui m'a pris lorsque nous nous sommes approchés de Fredenborg et que j'ai enfin vu le doux visage de Dagmar. Comment puis-je le décrire ? Elle est si belle, directe, intelligente, expérimentée et pourtant timide en même temps. Elle est encore plus belle en réalité que sur les photos que nous avons vues jusqu'à présent. 
Ses yeux parlent pour elle : ils sont si gentils, intelligents, animés. »[réf. nécessaire].

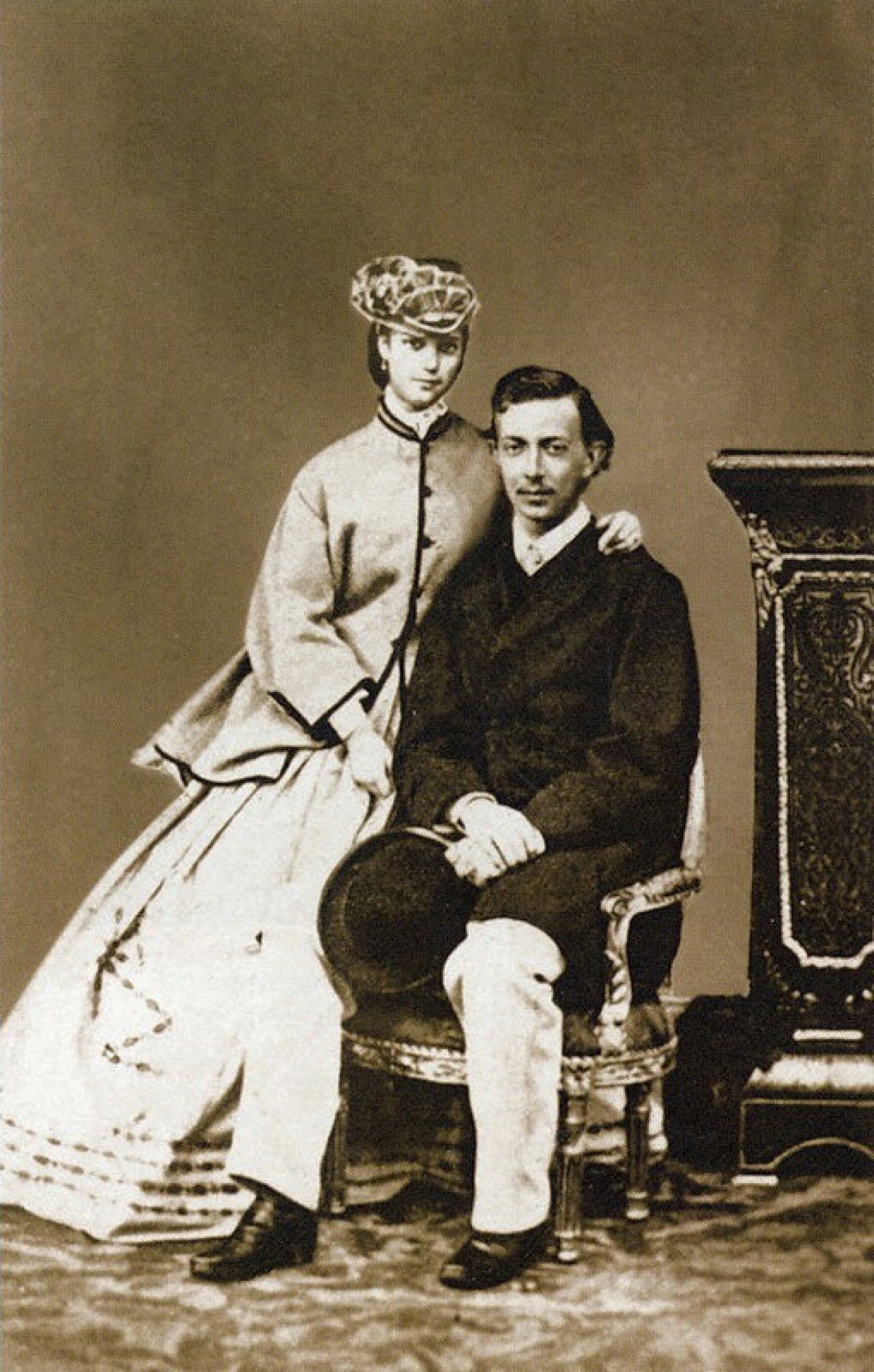
La princesse Dagmar avec son premier fiancé, le tsarévitch Nicolas, en 1864.

Après être retourné en Russie pour obtenir la permission de son père, Nicolas demande Dagmar en mariage le 28 septembre 1864 dans les jardins du château de Bernstorff et obtient un oui. Les fiançailles sont annoncées lors d'un banquet au plus tard dans la journée . En cadeau de fiançailles, sa future belle-mère l'impératrice Maria Alexandrovna lui offre un collier de perles à six rangs, et Nicolas lui offre un bracelet de diamants. Au total, les cadeaux offerts à Dagmar par sa future belle-famille coûtent près de 1,5 million de roubles. Après les fiançailles, le grand-duc Nicolas continue son voyage vers l'Europe du Sud, tandis que la princesse Dagmar commence des cours de langue russe et d'instruction dans la théologie et pratiques de la foi orthodoxe. Pas encore confirmée, sa future conversion religieuse, nécessaire pour qu'elle puisse épouser l'héritier du trône russe, est facilitée.
Les fiançailles sont populaires dans les deux pays et assurent en même temps à la famille royale danoise une position encore meilleure dans l'Europe des rois. En fait, les fiançailles se déroulent en même temps que les négociations à Vienne après la seconde guerre des Duchés. Dagmar demande en vain à son futur beau-père, l'empereur russe, d'aider le Danemark contre la Prusse sur le territoire contesté du Schleswig-Holstein. Dans une lettre, elle écrit ainsi à Alexandre II : « Utilisez votre pouvoir pour atténuer les terribles conditions que les Allemands ont brutalement forcé papa à accepter... le triste sort de ma patrie, qui me serre le cœur, m'a inspiré à tourner vers vous. » On pense qu'elle lui écrit avec le consentement de ses parents, mais on ne sait pas si c'est à leur demande. Son appel est en vain, mais à partir de ce moment, elle se fait connaître pour ses opinions anti-prussiennes.
Alors que Nicolas poursuit son voyage vers Florence, les fiancés s'échangent des lettres d'amour quotidiennes pendant des mois. Lorsqu'il tombe malade, Nicolas envoie moins de lettres et Dagmar lui demande d'un ton taquin s'il est tombé amoureux d'une « Italienne aux yeux noirs ». D'une santé fragile, Nicolas tombe en effet gravement malade de la méningite en avril 1865 lors de son voyage, et l'empereur envoie un télégramme à Dagmar : « Nicolas a reçu les derniers sacrements. Priez pour nous et venez si vous le pouvez ». Dagmar lui rend visite avec sa mère et elle est présente avec la famille impériale quand le jeune grand-duc meurt, le 22 avril 1865, à Nice. Selon la tradition, sur son lit de mort, Nicolas réunit les mains de Dagmar et de son frère Alexandre pour signifier qu'ils ont sa bénédiction pour se marier après sa mort. Dagmar est bouleversée par la mort de Nicolas, et ses parents doivent se battre pour « éloigner la princesse Dagmar du corps et l'emporter ». Elle est tellement accablée de chagrin lorsqu'elle retourne dans son pays natal que sa famille s'inquiète sérieusement pour sa santé. Elle est déjà attachée à la Russie et pense souvent au pays qui aurait dû devenir sa maison. Beaucoup sympathisent avec Dagmar. La princesse Marie-Adélaïde de Cambridge écrit ainsi sur « le chagrin de la pauvre Minny et le fléau qui s'est abattu sur sa jeune vie ». La reine Victoria écrit aussi : « Comme c'est terrible pour la pauvre Dagmar... les pauvres parents et la mariée sont les plus profondément à plaindre ».

#### Deuxièmes fiançailles et mariage

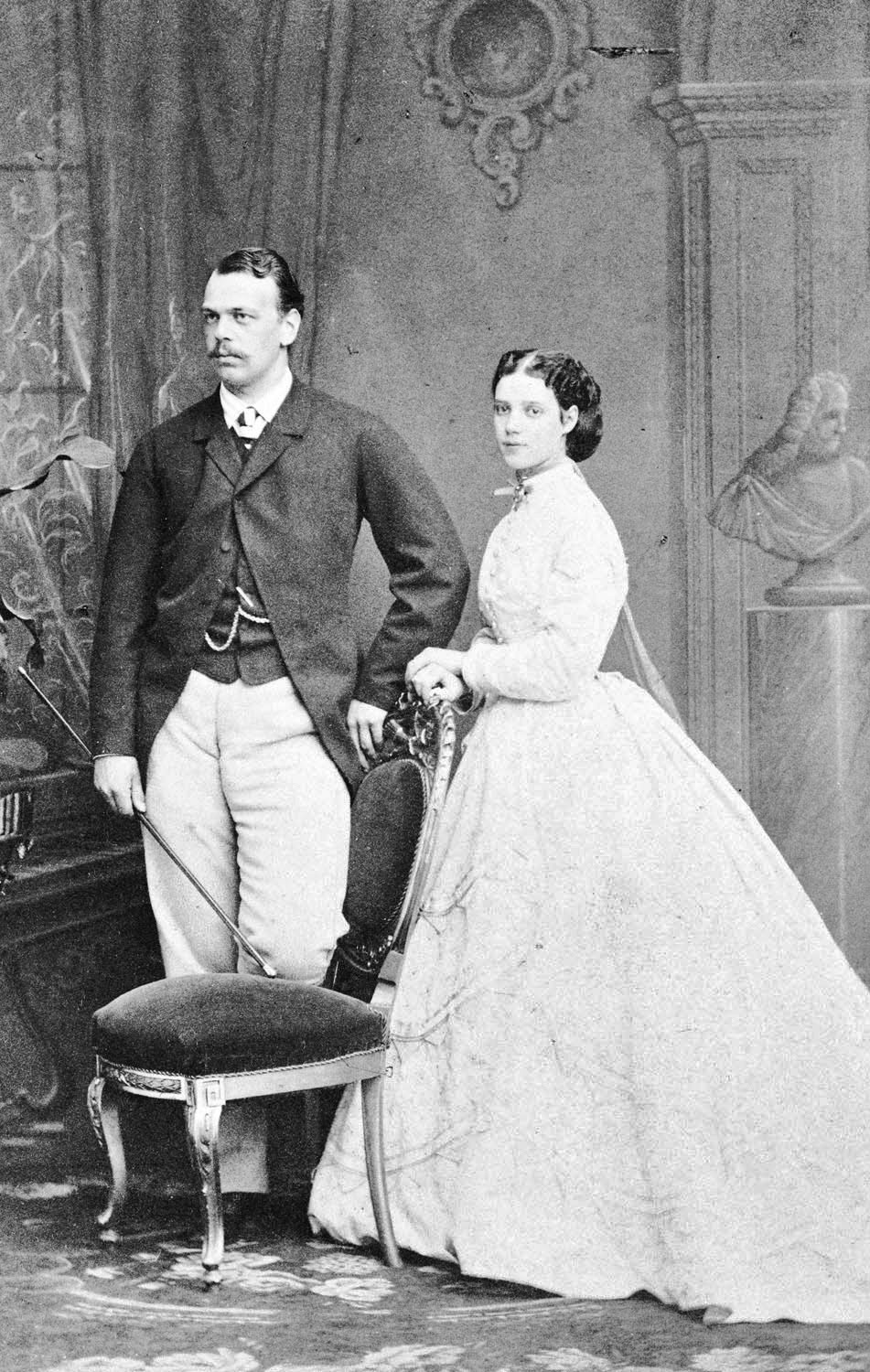
La princesse Dagmar avec son deuxième fiancé, le grand-duc Alexandre Alexandrovitch.

Nicolas est remplacé comme tsarévitch par son frère d'un an et demi plus jeune, le grand-duc Alexandre Alexandrovitch, et les parents de Dagmar et d'Alexandre supposent que le mariage entre Dagmar et l'héritier du trône russe aura toujours lieu. Dans une lettre amicale à Dagmar, Alexandre II dit qu'il espère qu'elle se considérera toujours comme un membre de la famille impériale. L'impératrice Marie Alexandrovna tente de convaincre la reine Louise d'envoyer immédiatement Dagmar en Russie, mais Louise insiste sur le fait que Dagmar doit d'abord « renforcer ses nerfs ... [et] éviter les influences émotionnelles ». Dagmar, qui pleure sincèrement Nicolas, et Alexandre, qui est amoureux de la dame d'honneur de sa mère Maria Elimovna Mechtcherskaïa et envisage de renoncer à la succession pour l'épouser, sont tous deux réticents. Sous la pression de ses parents, Alexandre décide quand même de se rendre au Danemark pour faire sa demande à Dagmar.

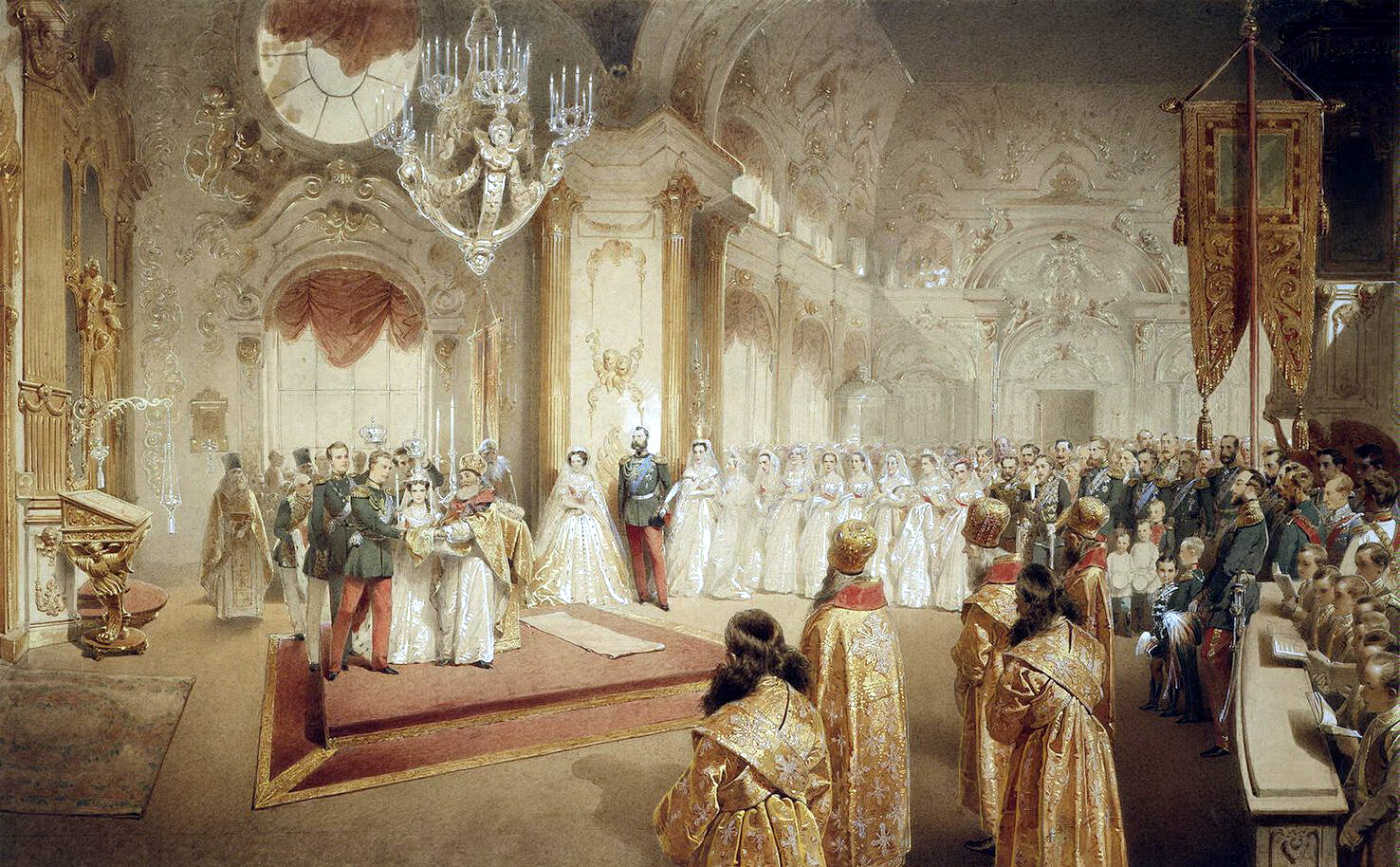
Le mariage de Dagmar et d'Alexandre Alexandrovitch par Mihaly Zichy en 1867.

Une fois l'année de deuil terminée et après une longue correspondance entre les deux familles pour reprendre contact, le grand-duc Alexandre arrive au Danemark en juin 1866 accompagné de ses deux frères les grand-ducs Vladimir et Alexis. En regardant des photographies de Nicolas, Alexandre demande à Dagmar si « elle pouvait l'aimer après avoir aimé Nixa, à qui ils étaient tous deux dévoués ». Elle lui répond qu'elle ne peut aimer que lui, parce qu'il a été si proche de son frère. Alexandre écrit : « Nous avons tous deux fondu en larmes... et je lui ai dit que mon cher Nixa nous avait beaucoup aidé dans cette situation et que maintenant, bien sûr, il priait pour notre bonheur ». Alexandre propose le mariage à Dagmar le 17 juin 1866 lors d'un pique-nique au village de Hellebæk situé au bord de l'Øresund et obtient un oui. Les fiançailles sont déclarées lors d'un banquet au château de Fredensborg plus tard dans la journée . Dagmar et Alexandre acceptent rapidement la perspective de se marier et sont vite décrits comme véritablement enthousiastes.
Avant le départ de Dagmar pour la Russie, de nombreuses festivités ont lieu à Copenhague. Le 22 septembre 1866, Dagmar quitte Copenhague à bord du yacht royal danois Slesvig, accompagnée de son frère, le prince héritier Frédéric. Hans Christian Andersen, qui a parfois été invité à raconter des histoires à Dagmar et à ses frères et sœurs lorsqu'ils étaient enfants, fait partie de la foule qui se presse sur le quai pour l'accompagner au départ. L'écrivain raconte dans son journal : « Hier, sur le quai, en passant devant moi, elle s'est arrêtée et m'a pris par la main. J'avais les yeux pleins de larmes. Quelle pauvre enfant ! Oh Seigneur, sois bon et miséricordieux envers elle ! On dit qu'il y a une cour brillante à Saint-Pétersbourg et que la famille du tsar est gentille ; pourtant, elle se dirige vers un pays inconnu, où les gens sont différents et la religion est différente et où elle n'aura aucune de ses anciennes connaissances à ses côtés ».
Dagmar est chaleureusement accueillie à Cronstadt par le frère de l'empereur, le grand-duc Constantin Nikolaïevitch de Russie, et est escortée à Saint-Pétersbourg, où elle est accueillie par sa future belle-mère et sa belle-sœur Maria Alexandrovna le 24 septembre. Le temps en cette journée de septembre est presque estival, comme le note le poète Fiodor Ivanovitch Tiouttchev dans le poème de bienvenue dédié à l'arrivée de la princesse Le ciel est bleu clair. Le 29, elle fait son entrée officielle avec l'impératrice dans la capitale russe, vêtue d'un costume national russe bleu et or et voyage jusqu'au palais d'Hiver où elle est présentée au public depuis le balcon. Catherine Radziwill décrit la scène : « Rarement une princesse étrangère a été accueillie avec un tel enthousiasme… dès le moment où elle a posé le pied sur le sol russe, elle a réussi à conquérir tous les cœurs. Son sourire, sa manière délicieuse de s'incliner devant la foule a immédiatement jeté les bases de sa popularité ». Dans les semaines suivantes, Dagmar est initiée à l'étiquette de la cour russe. Elle se convertit à l'orthodoxie le 24 octobre 1866 et devient le lendemain la grande-duchesse Maria Feodorovna de Russie. Cependant, à la cour de Russie, où le français est la langue la plus utilisée, on l'appelle souvent Marie.
La somptueuse cérémonie de mariage se déroule le 28 octobre 1866 à la grande église du palais d'Hiver. Des contraintes financières empêchent ses parents d'assister au mariage et son frère le prince héritier Frédéric est envoyé à leur place. Son beau-frère, le prince de Galles, se rend également à Saint-Pétersbourg pour la cérémonie ; une grossesse empêche la princesse de Galles d'y assister. Après la nuit de noces, Alexandre écrit dans son journal : « J'ai enlevé mes pantoufles et ma tenue brodée d'argent et j'ai senti le corps de ma bien-aimée à côté du mien... Ce que je ressentais alors, je ne souhaite pas le décrire ici. Après nous parlé longtemps. ».

### Tsarevna de Russie (1866-1881)

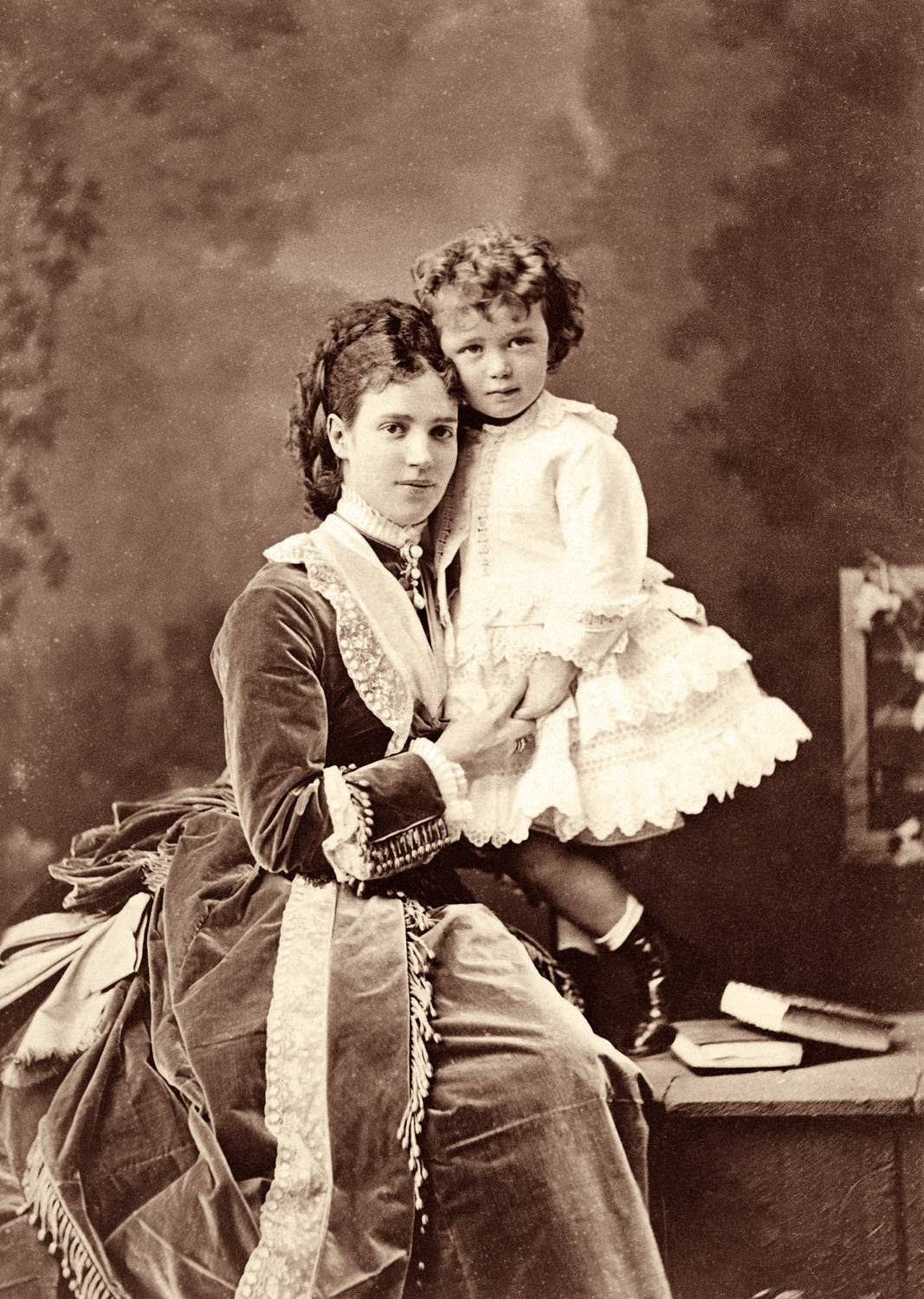
Marie Feodorovna avec son fils le grand-duc Nicolas en 1870.

Après le mariage, Marie et Alexandre s'installent dans la résidence habituelle de l'héritier du trône russe à Saint-Pétersbourg, le palais Anitchkov, situé sur la perspective Nevski. Ils y vivent pendant les quinze années suivantes, interrompues par des séjours de vacances au palais de Livadia, leur résidence d'été située dans la péninsule de Crimée au bord de la mer Noire. Malgré le fait que leur relation ait commencé dans des circonstances aussi étranges, Marie et Alexandre ont un mariage exceptionnellement heureux et pendant près de trente ans, les époux conservent un dévouement sincère l'un envers l'autre. Elle est largement reconnue comme « la seule personne sur la face de la terre en qui l'autocrate de toutes les Russies accorde une réelle confiance. En sa douce épouse, il a une confiance illimitée ». Malgré ses sentiments anti-russes, la reine Victoria écrit favorablement sur le mariage de Marie et Alexandre. Elle écrit que « Marie semble assez heureuse et satisfaite de son aimable mari, qui semble beaucoup plus attentif et gentil avec elle qu'on aurait pu le penser... Je pense qu'ils sont très heureux et attachés l'un à l'autre ; c'est un très bon mari ».

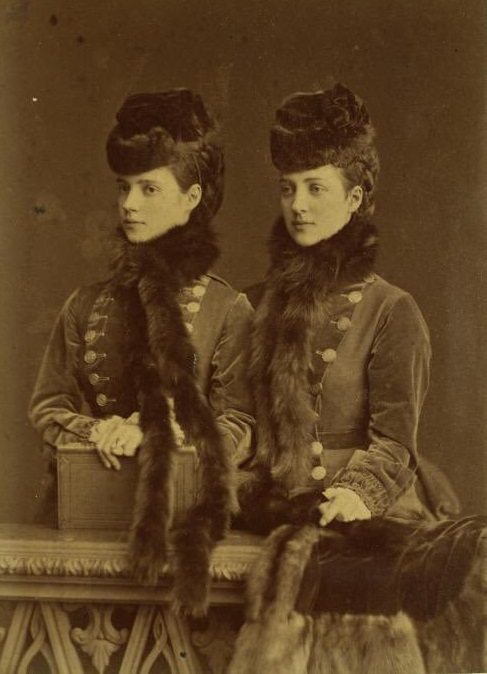
Marie en 1875 avec sa sœur la princesse de Galles.

Le 18 mai 1868, Marie donne naissance à leur fils aîné, Nicolas, au palais Alexandre. Le jeune garçon est nommé en mémoire du défunt tsarévitch Nicolas. Dans son journal, le tsarévitch Alexandre raconte l'événement capital de la naissance de son premier enfant :
« Vers 12h30, ma femme est venue dans la chambre et s'est allongée sur un canapé où tout était préparé. Les douleurs devenaient de plus en plus fortes et Minny souffrait beaucoup. Papa m'a aidé à soutenir ma femme chérie tout le temps. Finalement, à 14h30, la dernière minute est arrivée et soudain toutes ses souffrances ont cessé. Dieu nous a envoyé un fils que nous avons nommé Nicolas. Quelle joie ce fut ! C'est impossible à imaginer. Je me suis précipité pour embrasser ma femme chérie, et elle est immédiatement devenue joyeuse et terriblement heureuse. J'ai pleuré comme un enfant mais tout à coup mon cœur est devenu léger et joyeux ».
Toute la famille impériale est présente à la naissance du premier enfant d'Alexandre et de Marie. Dans une lettre à sa mère, la tsarevna écrit :
« Cela m'a énormément dérangé ! L'Empereur me tenait d'une main, mon Sacha de l'autre, tandis que de temps en temps l'Impératrice m'embrassait ».
Son fils suivant, Alexandre, né en 1869, meurt d'une méningite l'année suivante. Elle donne naissance à quatre autres enfants atteignant l'âge adulte : George en 1871, Xenia en 1875, Michel en 1878 et Olga en 1882. Elle adore et est très possessive envers ses fils, mais elle entretient une relation plus distante avec ses filles. Son enfant préféré est George, alors qu'Olga et Michel sont plus proches de leur père. Elle est indulgente envers George et elle ne peut jamais supporter de le punir pour ses farces. Sa fille Olga se souvient que « mère avait un grand faible pour lui ».
Sa belle-mère, l'impératrice Maria Alexandrovna, souffrant d'une santé fragile et passant de longues périodes à l'étranger pour des raisons de santé, Marie doit souvent assumer le rôle de première dame de la cour dès le début de sa vie en Russie. Elle n'a pas d'abord les meilleures conditions pour devenir populaire en Russie, car la plupart des Russes n'apprécient le fait pas qu'elle ait épousé Alexandre après avoir d'abord été fiancée à son frère. Cependant, elle surmonte rapidement cet obstacle et devient très aimée du public russe, une popularité qu’elle n’a jamais vraiment perdue. En 1876, elle et son mari visitent Helsinki et sont accueillis par des acclamations, dont la plupart sont « adressées à l'épouse de l'héritier présomptif ». Très tôt, elle se donne pour priorité d’apprendre la langue russe et d’essayer de comprendre le peuple russe. En quelques années, elle maîtrise si bien la langue que son mari lui écrit en russe. Elle déclare à un diplomate américain que « la langue russe est pleine de puissance et de beauté, elle égale l'italien en musique, l'anglais en puissance et en abondance, le latin en termes de compacité d'expression et pour la création de mots nouveaux est égale au grec ». La baronne Editha von Rahden écrit que « la Tsarevna forme une sympathie réelle et chaleureuse pour ce pays qui la reçoit avec tant d'enthousiasme ».
Jolie et populaire, Marie intervient rarement dans la politique, préférant vouer son temps et son énergie à sa famille, à des œuvres de charité et à la vie mondaine et culturelle. Ainsi, lors d'une épidémie de choléra à la fin des années 1870, elle rend visite aux malades dans les hôpitaux[réf. nécessaire]. La seule exception à cette neutralité est sa haine de la Prusse du fait de l'annexion en 1866 des duchés de Schleswig et de Holstein, propriétés personnelles des rois de Danemark, dont la famille royale danoise conservera une profonde prussophobie. Le prince Alexandre Gortchakov déclare à propos de cette politique que « nous sommes convaincus que l'Allemagne n'oubliera pas qu'en Russie comme en Angleterre, une princesse danoise est au pied du trône ». Elle est également témoin des manifestations étudiantes de Kiev et de Saint-Pétersbourg dans les années 1860, et lorsque la police frappe les étudiants, ceux-ci acclament Marie Feodorovna, ce à quoi elle répond : « Ils étaient assez loyaux, ils m'ont acclamé. Pourquoi permettez-vous au police pour les traiter si brutalement ? ».
Marie arrange le mariage de son frère Georges Ier de Grèce avec la cousine de son époux Olga Constantinovna de Russie. Lorsque George visite Saint-Pétersbourg en 1867, elle s'arrange pour que George passe du temps avec Olga. Elle parvient à convaincre les parents d'Olga de la valeur de son frère. Dans une lettre, son père la loue pour l'habileté avec laquelle elle a organisé le mariage : « Où donc as-tu, petite canaille, appris à aussi bien intriguer, depuis que tu as persuadé oncle et ta tante, qui étaient auparavant résolument contre une union de ce genre ».
En 1873, Marie, Alexandre et leurs deux fils aînés entreprennent un voyage au Royaume-Uni. Le couple impérial et leurs enfants sont reçus à Marlborough House par le prince et la princesse de Galles. Les deux sœurs ravissent la société londonienne en s'habillant de la même manière lors de leurs apparitions en public. L'année suivante, Marie et Alexandre accueillent le prince et la princesse de Galles à Saint-Pétersbourg pour le mariage du frère cadet du prince, Alfred, avec la grande-duchesse Maria Alexandrovna, sœur du tsarévitch.
En 1874, le journaliste américain Thomas W. Knox la rencontre au mariage du grand-duc Vladimir Alexandrovitch et compare favorablement sa beauté à celle de la mariée, Marie de Mecklembourg-Schwerin. Il écrit que Marie est « moins encline à l'embonpoint que la mariée, elle ne montre pas une telle rondeur d'épaule, son cou se dresse comme un cygne et met en valeur sa tête finement formée, avec ses cheveux bouclés et ses traits grecs. ». Il commente également favorablement « ses yeux vifs, clairs et brillants ». De plus, il écrit : « Pas étonnant que l'empereur l'aime bien, et pas étonnant que les Russes l'apprécient. Je l'aime bien, et je ne suis ni empereur ni russe, et je n'ai jamais échangé plus de mille mots avec elle de toute ma vie. » .
La relation de Marie avec son beau-père se détériore parce qu'elle n'accepte pas son second mariage avec Ekaterina Mikhaïlovna Dolgoroukova. Elle refuse de permettre à ses enfants de rendre visite à la seconde épouse de leur grand-père et à leurs enfants légitimés, ce qui provoque la colère d'Alexandre. Elle confie à Sophie Tolstoï qu'« il y a eu des scènes graves entre moi et le souverain, provoquées par mon refus de lui laisser mes enfants ». Lors d'une réception au palais d'Hiver en février 1881, elle refuse d'embrasser Ekatarina et lui donne seulement sa main. Alexandre II est furieux et réprimande sa belle-fille : « Sacha est un bon fils, mais toi, tu n'as pas de cœur ».

### Impératrice de Russie (1881-1894)

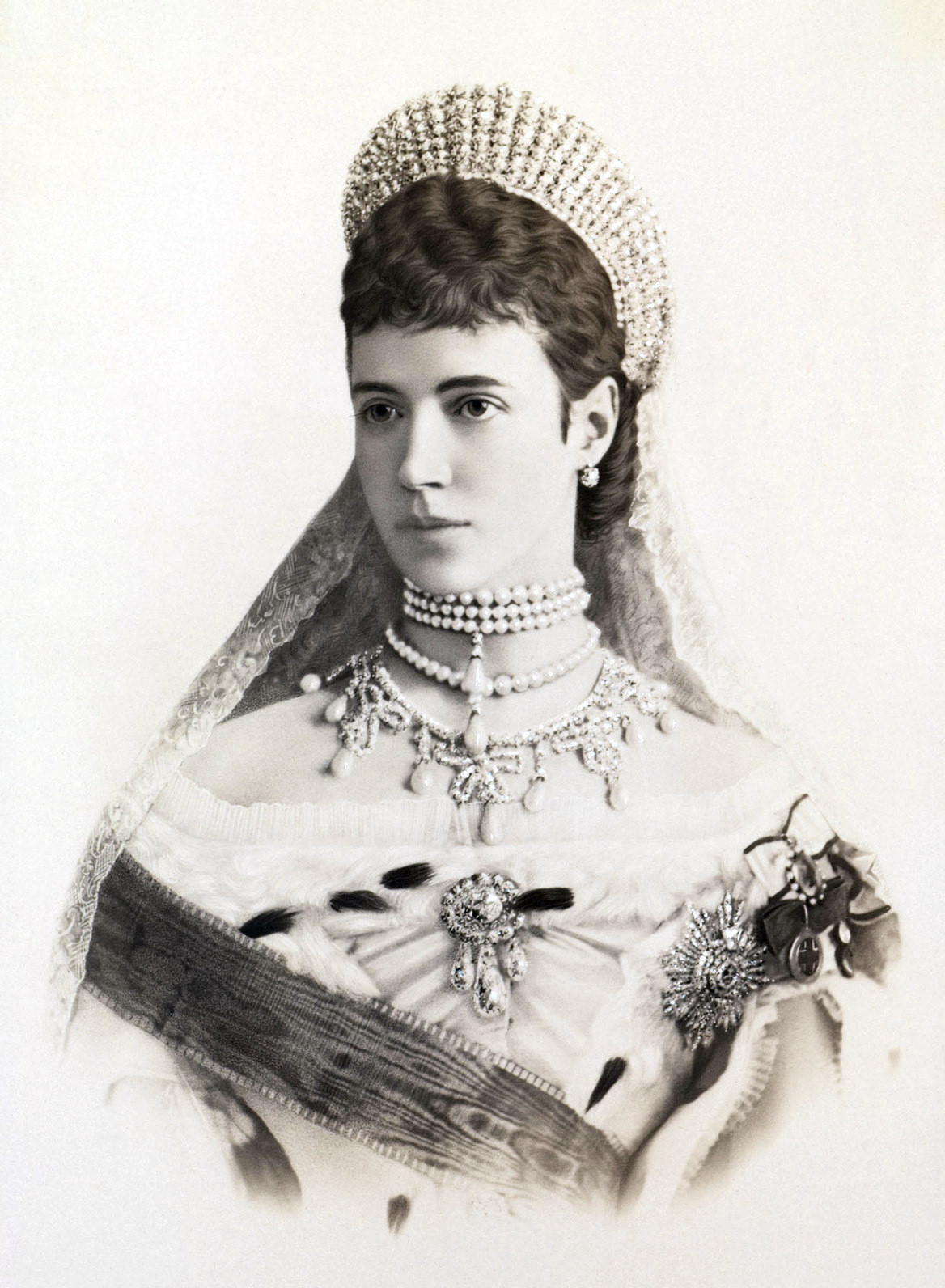
Marie Feodorovna vers 1885.

Le 13 mars 1881, des terroristes de Narodnaïa Volia assassinent l'empereur Alexandre II en revenant au palais d'Hiver après un défilé militaire. L'empereur est mortellement blessé par la deuxième des deux bombes, et dans son journal, Marie décrit comment l'empereur blessé, toujours vivant, est emmené au palais : « Ses jambes ont été terriblement écrasées et déchirées jusqu'au genou ; une masse saignante, avec la moitié de sa botte sur le pied droit, et il ne reste que la plante du pied sur le gauche. » Alexandre II meurt d'hémorragie quelques heures plus tard. Après la mort de son beau-père, elle s'inquiète pour la sécurité de son mari. Dans son journal, elle écrit : « Nos moments les plus heureux et les plus sereins sont désormais terminés. Ma paix et mon calme ont disparu, car désormais je ne pourrai plus que m'inquiéter pour Sacha ». Sa sœur préférée, la princesse de Galles, et son beau-frère, le prince de Galles, restent en Russie plusieurs semaines après les funérailles.
Son mari accède donc au trône sous le nom de Alexandre III et Marie devient impératrice consort. Deux ans plus tard, le 27 mai 1883, le sacre du nouveau couple impérial est célébré dans la cathédrale de la Dormition, lieu traditionnel de sacre des monarques russes situé dans le Kremlin de Moscou. Un complot ayant été découvert au préalable, le sacre a lieu sous de strictes mesures de sécurité. Néanmoins, plus de huit mille invités assistent à la splendide cérémonie.
Dès son accession au trône impérial, Alexandre III éloigne sa famille de Saint-Pétersbourg, devenue dangereuse pour la sécurité de la famille impériale. Il s'installe avec son épouse et ses enfants au palais de Gatchina au sud-ouest de Saint-Pétersbourg. Ce château, construit par le tsar Paul Ier, est vaste, flanqué de tours et ceint de remparts et de hauts murs. Marie et Alexandre III y vivent dans une aile du château en sécurité mais coupés du monde pendant treize ans, et c'est ici que leurs cinq enfants survivants grandissent. Seulement sous bonne garde, Alexandre III et Marie font des séjours périodiques à la capitale pour participer à des fonctions officielles.
Sous le règne d'Alexandre III, les opposants à la monarchie entrent rapidement en clandestinité. Un groupe d'étudiants projette ainsi d'assassiner Alexandre III à la cathédrale Pierre-et-Paul à l'occasion du sixième anniversaire de la mort de son père. Les conspirateurs ont bourré de dynamite des livres évidés qu'ils comptent lancer sur le tsar à son arrivée à la cathédrale. Cependant, l’Okhrana découvre le complot avant qu’il puisse être réalisé. Cinq étudiants sont donc pendus en 1887 ; parmi eux se trouve Alexandre Oulianov, le frère aîné de Lénine. La plus grande menace pour la vie du tsar et de sa famille ne vient cependant pas des terroristes, mais de l'accident de train de Borki à l'automne 1888. Marie et sa famille sont en train de déjeuner dans le wagon-restaurant lorsque le train déraille, provoquant l'effondrement du toit.

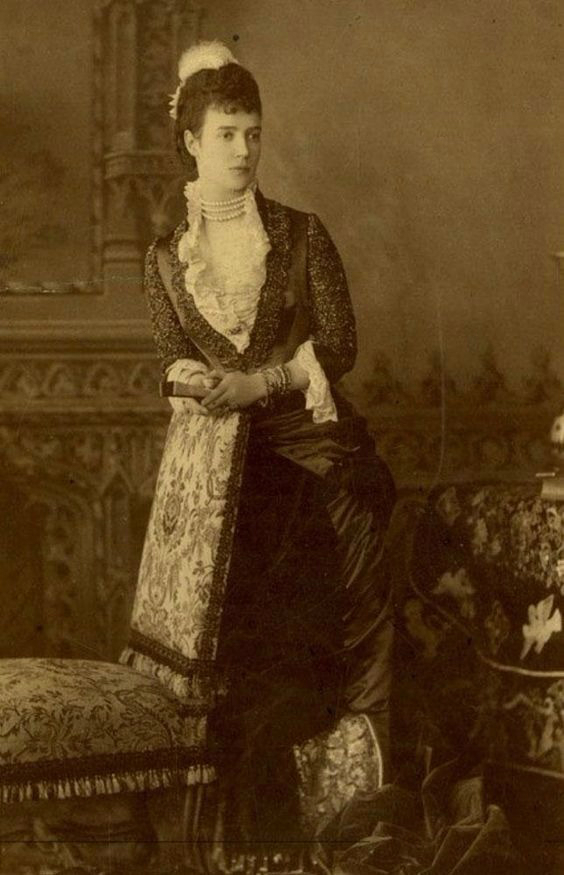
Marie Feodorovna vers 1886.

Marie est une impératrice universellement aimée. Cécile de Mecklembourg-Schwerin écrit que « l'allure de Marie, sa personnalité distinguée et énergique, et l'intelligence qui brillait sur son visage, faisaient d'elle la figure parfaite d'une reine. Elle était extraordinairement aimée en Russie et tout le monde avait confiance en elle. Elle était une vraie mère pour son peuple ». Maria von Bock, la fille de Piotr Stolypine, écrit : « gentille, aimable, simple dans son discours, Marie Fedorovna était une impératrice de la tête aux pieds, combinant une majesté innée avec une telle bonté qu'elle était idolâtrée par tous ceux qui la connaissaient ». Meriel Buchanan écrit qu'elle possède un « grand charme et des manières gracieuses et délicieuses ». Andrew Dickson White, ambassadeur américain en Russie, déclare qu'elle est « gracieuse, avec un visage et des manières des plus aimables » et qu'elle est « à tous égards cordiale et gentille ». Nadine Wonar-Larsky, sa dame d'honneur, note que « son sourire égayait tout le monde et ses manières gracieuses suggéraient toujours une touche de sentiment personnel qui allait droit au cœur de ses sujets. Elle possédait également ce don royal inestimable de ne jamais oublier un visage ou un nom ».
Marie est active dans le travail philanthropique et son mari la surnomme « l'ange gardien de la Russie ». En tant qu'impératrice, elle assume le patronage des institutions que sa belle-mère dirigeait, regroupant quatre-cent cinquante établissements caritatifs. En 1882, elle fonde de nombreux établissements appelés écoles Marie, afin de donner aux jeunes filles une éducation élémentaire. Elle est aussi la patronne de la Société russe de la Croix-Rouge[réf. nécessaire].
La tsarine est également à la tête de la vie mondaine. Elle adore danser dans les bals de la haute société et devient une hôtesse populaire des bals impériaux de Gatchina. Alexandre III aime se joindre aux musiciens lors de ces bals, même s'il finit par les renvoyer un à un, Marie comprenant alors que la fête est finie. Sa fille Olga commente : « La vie de cour devait se dérouler avec splendeur, et là ma mère a joué son rôle sans un seul faux pas ». Une contemporaine remarque son succès : « De la longue galerie des tsarines qui ont siégé au Kremlin ou arpenté le palais d'Hiver, Marie Feodorovna était peut-être la plus brillante ». Marie est aussi une icône de la mode. John Logan, un visiteur en Russie, la décrit comme « la femme la mieux habillée d'Europe ». Il affirme que l'impératrice Élisabeth de Wittelsbach « la surpassait en beauté » mais que « personne ne la dépassait en style ». Charles Frederick Worth admire beaucoup son style. Il déclare : « Amenez-moi n'importe quelle femme en Europe, reine, artiste ou bourgeoise, qui puisse m'inspirer comme Sa Majesté, et je lui ferai des confections aussi longtemps que je vivrai et ne lui facturerai rien ».
En tant que tsarevna, puis tsarine, Marie Feodorovna entretient une sorte de rivalité sociale avec la populaire grande-duchesse Maria Pavlovna, épouse de son beau-frère, le grand-duc Vladimir Alexandrovitch. Cette rivalité fait écho à celle de leurs maris et contribue à exacerber les divisions au sein de la famille. Alors qu'elle se garde bien de critiquer publiquement le grand-duc et la duchesse, Marie Feodorovna fait référence à Marie Pavlovna avec l'épithète caustique d'« impératrice Vladimir ». Marie entretient toutefois de bonnes relations avec la majorité de sa belle-famille et est souvent sollicitée pour servir de médiatrice entre eux et le tsar. Selon sa fille Olga : « Elle a fait preuve d'une grande délicatesse avec sa belle-famille, ce qui n'était pas une tâche facile ».

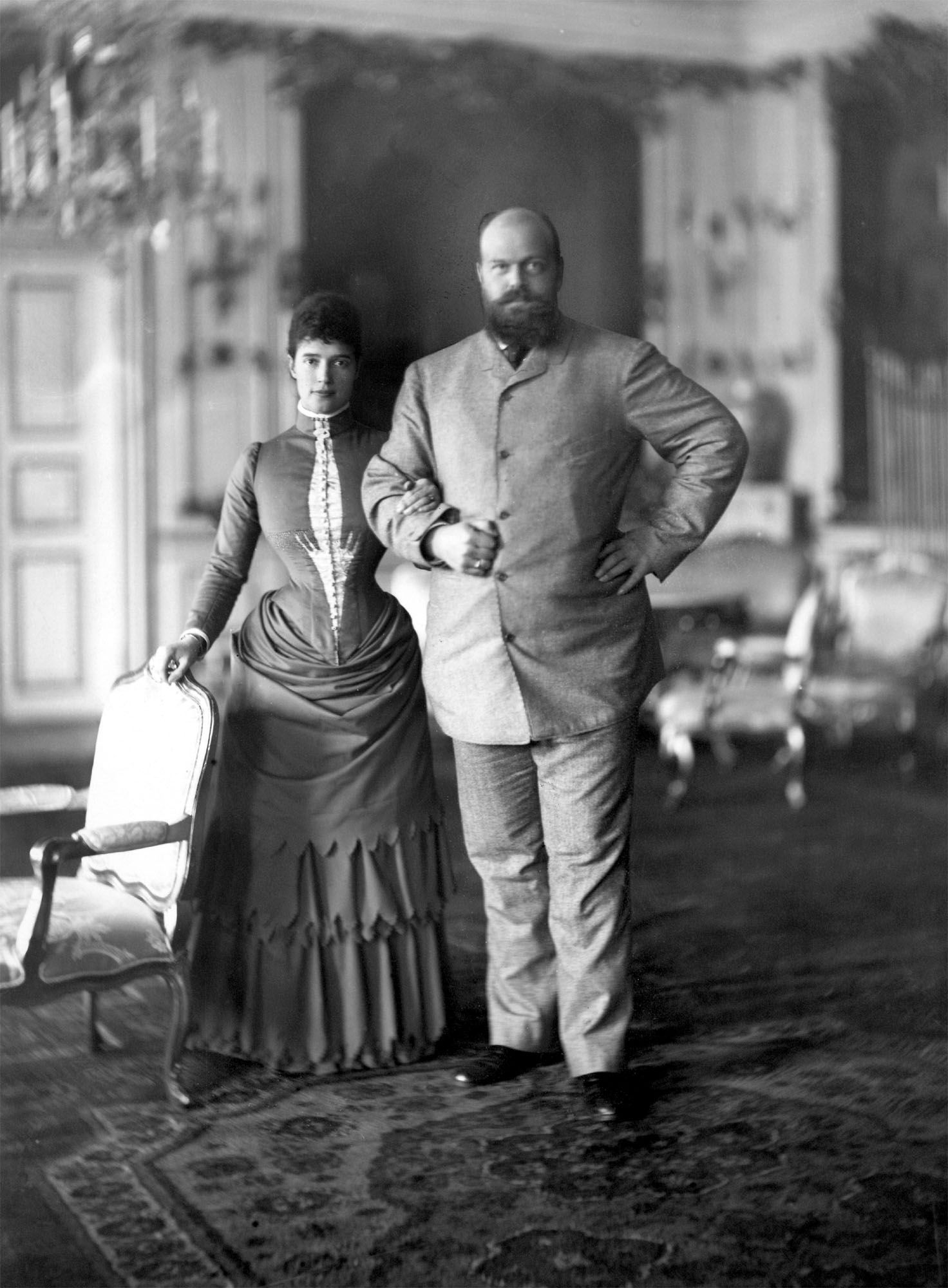
Marie Feodorovna et son époux au Danemark en 1893.

Presque chaque été, Marie, Alexandre et leurs enfants effectuent un voyage au Danemark, où ses parents organisent des réunions de famille. Le frère de Marie, le roi de Grèce, vient d'Athènes avec son épouse et leurs enfants, et la princesse de Galles, souvent sans son mari, vient du Royaume-Uni avec certains de ses enfants. Contrairement à la sécurité stricte observée en Russie, le tsar, la tsarine et leurs enfants apprécient la liberté relative dont ils peuvent jouir à Bernstorff et à Fredensborg. Les réunions familiales annuelles des monarques au Danemark sont considérées comme suspectes en Europe, où beaucoup pensent qu'il s'y tient des discutions politiques secrètes. Otto von Bismarck surnomme Fredensborg « la galerie des chuchotements de l'Europe », et accuse la reine Louise de comploter contre lui avec ses enfants.

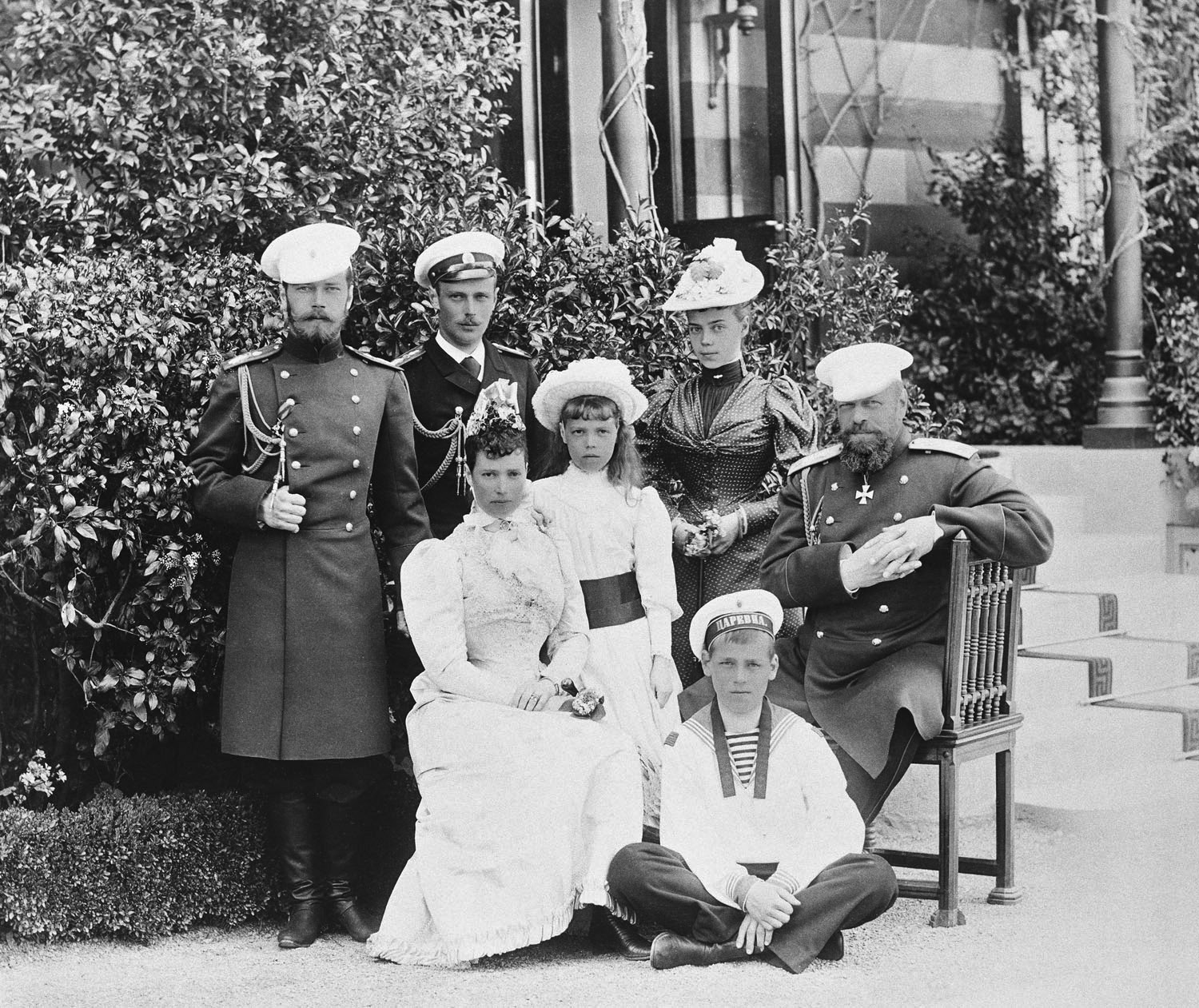
La famille impériale à Livadia en 1893.

Lorsque Alexandra, la sœur aînée de Marie, visite Gatchina en juillet 1894, elle est surprise de voir à quel point son beau-frère Alexandre III est devenu faible. À l'époque, Marie sait depuis longtemps qu'il est malade et qu'il ne lui reste que peu de temps à vivre. Elle se tourne désormais vers son fils aîné, le futur Nicolas II, car c'est de lui que dépendent désormais à la fois son avenir personnel et celui de la dynastie. Nicolas a depuis longtemps le désir d'épouser la princesse Alix de Hesse-Darmstadt, petite-fille préférée de la reine Victoria. Malgré le fait qu'elle est leur filleule, ni Alexandre III ni Marie n'approuvent le mariage. Le couple impérial trouve en effet Alix timide et quelque peu particulière. Ils craignent également que la jeune princesse ne possède pas le caractère requis pour être impératrice de Russie. Ils ont connu Alix lorsqu'elle était enfant et ont eu l'impression qu'elle était hystérique et déséquilibrée, ce qui pourrait être dû à la perte de sa mère et de sa jeune sœur alors qu'elle n'avait que six ans. Nicolas résume la situation ainsi : « Je souhaite aller dans une direction, et il est clair que maman souhaite que j'aille vers une autre – mon rêve est d'épouser un jour Alix ». Ce n'est que lorsque la santé d'Alexandre III commence à se détériorer qu'ils autorisent à contrecœur Nicolas à faire sa demande en mariage.

### Impératrice douairière (1894-1917)

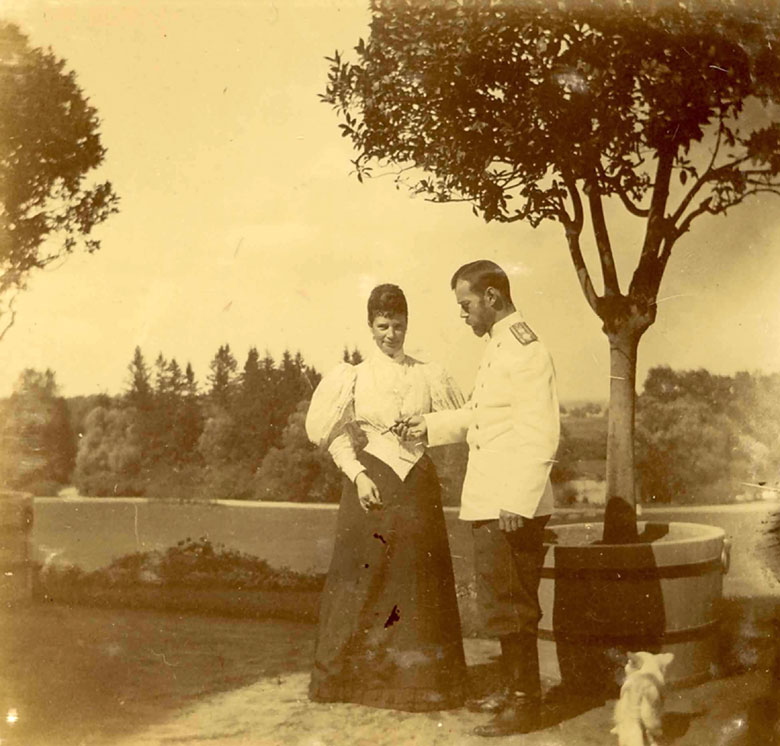
L'impératrice douairière avec son fils l'empereur Nicolas II à Peterhof en 1896.

Le 1er novembre 1894, après un règne de treize années, Alexandre III meurt d'une néphrite à l'âge de quarante-huit ans seulement, à sa résidence d'été de Livadia, en Crimée. Dans son journal, Marie écrit : « J'ai le cœur brisé et je suis découragée, mais quand j'ai vu le sourire heureux et la paix sur son visage, cela m'a donné de la force. ». Deux jours plus tard, le prince et la princesse de Galles arrivent à Livadia. Alors que le prince de Galles s'implique dans les préparatifs des funérailles, la princesse de Galles passe son temps à réconforter Marie, notamment en priant avec elle et en dormant à son chevet. L'anniversaire de Marie Feodorovna arrive une semaine après les funérailles, et le deuil de cour pouvant être quelque peu détendu ce jour-là, Nicolas en profite pour épouser Alix de Hesse-Darmstadt, qui prend le nom d'Alexandra Feodorovna.
En tant qu'impératrice douairière, Marie est beaucoup plus populaire que Nicolas ou Alexandra. Lors du couronnement de son fils en mai 1896, elle, Nicolas et Alexandra arrivent dans des carrosses séparées. Elle est accueillie par des applaudissements « presque assourdissants ». L'écrivaine Kate Kool note qu'elle « a provoqué plus d'acclamations de la part du peuple que son fils. Les gens ont eu treize ans pour connaître cette femme et ils ont appris à l'aimer beaucoup ». Le journaliste américain Richard Harding Davis s'étonne qu'elle « ait été accueillie plus bruyamment que l'empereur ou la tsarine ». Une fois la mort d'Alexandre III passée, Marie voit à nouveau l'avenir sous un meilleur jour. "Tout ira bien", déclare-t-elle. Elle continue à vivre au palais Anitchkov et au palais de Gatchina.
Durant les premières années du règne de son fils, Marie tient le rôle de conseillère politique du tsar. Incertain de ses propres capacités et conscient des relations et des connaissances de sa mère, le tsar Nicolas II dit souvent aux ministres qu'il lui demanderait conseil avant de prendre une décision, et les ministres le suggèrent parfois eux-mêmes. C'est sur ses conseils que Nicolas aurait initialement gardé les ministres de son père. Marie elle-même estime que son fils est d'un caractère faible et qu'il vaut mieux qu'il soit influencé par elle plutôt que par quelqu'un de pire. Sa fille Olga souligne son influence : « Elle n'avait jamais eu avant le moindre intérêt pour le gouvernement… maintenant elle sentait que c'était son devoir. Sa personnalité était magnétique et son enthousiasme pour l'activité était incroyable. Elle avait le doigt sur chaque impulsion de l'empire. Elle faisait travailler ses secrétaires jusqu'à l'épuisement, mais elle ne se ménageait pas elle-même. Même lorsqu'elle s'ennuyait en comité, elle ne semblait jamais s'ennuyer. Son attitude et, surtout, son tact ont conquis tout le monde ». Après la mort de son mari, Marie devient convaincue que la Russie a besoin de réformes pour éviter une révolution. Le courtisan Paul Benckendorff rapporte une scène où Marie demande à son fils de ne pas nommer le conservateur Victor von Wahl au poste de ministre de l'Intérieur : « l'impératrice douairière s'est presque jetée à genoux du tsar en le suppliant de ne pas procéder à cette nomination et de choisir quelqu'un qui puisse faire des concessions. Elle a dit que si Nicolas n'était pas d'accord, elle "partirait au Danemark, et puis sans moi ici, qu'ils te tournent la tête" ». Nicolas nomme effectivement son candidat préféré, le réformateur libéral Piotr Sviatopolk-Mirski, à qui elle conseille d'accepter le poste en disant : « Vous devez réaliser réaliser le souhait de mon fils ; si vous le faites, je vous embrasserai ». Cependant, après la naissance de son fils la même année, Nicolas II remplace sa mère comme confidente et conseillère politique par son épouse, l'impératrice Alexandra. L'impératrice Marie Feodorovna est également une amie connue de la Finlande. Lors de la russification de la Finlande, elle tente de faire en sorte que son fils mette fin à la restriction de l'autonomie du grand-duché et de nommer l'impopulaire gouverneur général Nikolaï Bobrikov à un autre poste en Russie. Au cours de la deuxième période de russification, au début de la Première Guerre mondiale, l'impératrice douairière, voyageant par son train spécial à travers la Finlande jusqu'à Saint-Pétersbourg, exprime sa désapprobation continue à l'égard de la russification de la Finlande en faisant jouer par l'orchestre d'un comité d'accueil la Björneborgarnas marsch et l'hymne national finlandais Maamme, qui à l'époque sont explicitement interdits par Franz Albert Seyn, le gouverneur général de Finlande.
En 1899, le deuxième fils de Marie, Georges Alexandrovitch, meurt de tuberculose dans le Caucase. Pendant les funérailles, elle garde son sang-froid, mais à la fin du service, elle court hors de l'église en tenant le haut-de-forme de son fils qui se trouvait au sommet du cercueil et s'effondre dans sa voiture en sanglotant. En 1901, Marie arrange le mariage désastreux d'Olga Alexandrovna avec Pierre Alexandrovitch d'Oldenbourg. Nicolas II refuse pendant des années d'accorder le divorce à sa malheureuse sœur, avant de céder en 1916, en pleine guerre. Lorsqu'Olga tente de contracter un mariage morganatique avec Nikolaï Koulikovsky, Marie Feodorovna et le tsar tentent de l'en dissuader, sans toutefois protester avec trop de véhémence. En effet, Marie Feodorovna est l'une des rares personnes à assister au mariage en novembre 1916. En 1912, Marie est confrontée à des problèmes avec son plus jeune fils, Michel Alexandrovitch, lorsqu'il épouse secrètement sa maîtresse, provoquant l'indignation de Marie Feodorovna et de Nicolas II.

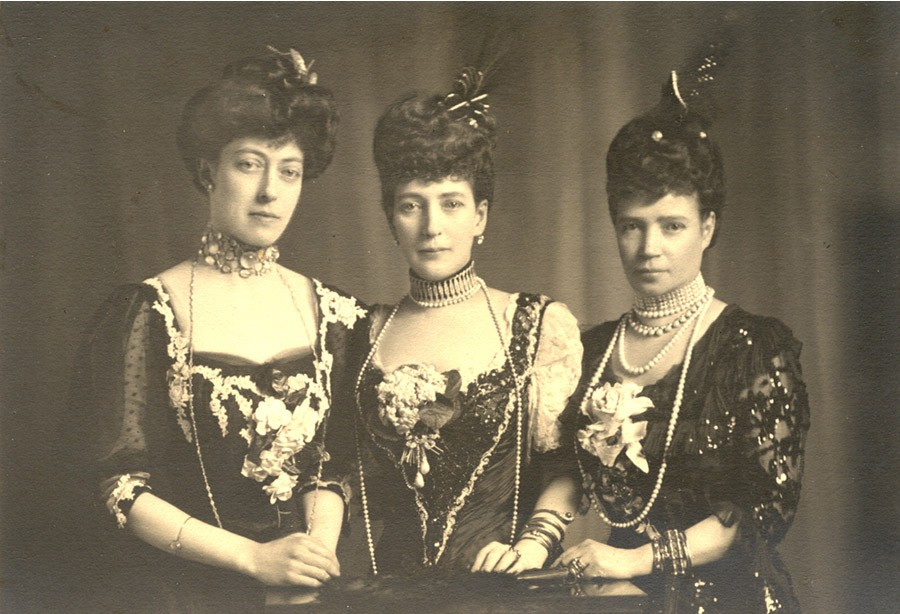
Marie Feodorovna (à droite), avec sa sœur Alexandra (au centre) et sa nièce Victoria-Alexandra du Royaume-Uni (à gauche), à Londres en 1903.

Au tournant du XXe siècle, Marie passe de plus en plus de temps à l’étranger. En 1906, à la suite du décès de leur père, elle et sa sœur Alexandra, devenue reine consort du Royaume-Uni en 1901, achètent la villa de Hvidøre. L'année suivante, un changement de circonstances politiques permet à Marie Feodorovna d'effectuer sa première visite en Angleterre depuis 1873. Après une visite au début de 1908, elle est présente lors de la visite de son beau-frère et de sa sœur en Russie cet été-là. Un peu moins de deux ans plus tard, Marie Feodorovna se rend à nouveau en Angleterre, cette fois pour les funérailles de son beau-frère en mai 1910. Au cours de ce séjour de près de trois mois, elle tente, sans succès, d'amener sa sœur, désormais reine douairière, à revendiquer la préséance sur sa belle-fille, la reine Mary.
L'époux de la petite-fille de Marie Feodorovna, le prince Félix Youssoupov, souligne qu'elle a une grande influence dans la famille Romanov. Serge Witte loue son tact et ses talents de diplomate. Néanmoins, malgré son tact, elle ne s'entend pas bien avec sa belle-fille, la tsarine Alexandra, la tenant pour responsable de nombreux malheurs qui assaillent son fils Nicolas et l'empire russe en général. Elle est consternée par l'incapacité d'Alexandra à gagner les faveurs du public et par le fait qu'elle n'ait donné naissance à un héritier que près de dix ans après son mariage, après avoir eu quatre filles. Le fait que la coutume de la cour russe dicte qu'une impératrice douairière a la préséance sur une impératrice consort, combiné à la possessivité que Marie a envers ses fils et à sa jalousie envers l'impératrice Alexandra ne fait qu'exacerber les tensions entre la belle-mère et la belle-fille. Sophie Buxhoeveden commente ce conflit : « Sans vraiment s'affronter, elles semblaient fondamentalement incapables de se comprendre », et sa fille Olga explique : « elles avaient essayé de se comprendre et n'avaient pas réussi. Elles étaient complètement différentes dans leur caractère, leurs habitudes et leurs perspectives ». Marie est en effet sociable avec une capacité à s'attirer les bonnes grâces des gens, tandis qu'Alexandra, bien qu'intelligente et belle, est très timide et se coupe du peuple russe.
Marie Feodorovna n'aime pas Raspoutine qu'elle considère comme un charlatan dangereux et se désespère de l'obsession d'Alexandra pour les « fanatiques religieux, fous et sales ». Elle craint que les activités de Raspoutine ne nuisent au prestige de la famille impériale et tente de convaincre Nicolas et Alexandra de le renvoyer. Nicolas reste silencieux et Alexandra refuse. Marie reconnaît que l'impératrice est la véritable régente et qu'elle n'a pas les capacités pour un tel poste : « Ma pauvre belle-fille ne s'aperçoit pas qu'elle ruine la dynastie et elle-même. Elle croit sincèrement à la sainteté d'un aventurier, et nous sommes impuissants à conjurer le malheur qui ne manquera pas de venir ». Lorsque le tsar renvoie en février 1914 le ministre Vladimir Nikolaïevitch Kokovtsov sur les conseils d'Alexandra, Marie fait de nouveau des reproches à son fils, qui répond de telle manière qu'elle devient encore plus convaincue qu'Alexandra est la véritable dirigeante de la Russie, et elle fait appel à Kokovtsov en lui disant : « Ma belle-fille ne m'aime pas ; elle pense que je suis jaloux de son pouvoir. Elle ne s'aperçoit pas que ma seule aspiration est de voir mon fils heureux. Pourtant je vois que nous approchons d'une sorte de catastrophe et le Tsar n'écoute que les flatteurs… Pourquoi ne dites-vous pas au Tsar tout ce que vous pensez et savez, s'il n'est pas déjà trop tard ? ».

### Première Guerre mondiale
En mai 1914, Marie Feodorovna se rend en Angleterre pour visiter sa sœur. En voyage à Londres durant le mois de juillet 1914, elle se voit forcée de rentrer chez elle en Russie. À Berlin, les autorités allemandes empêchent son train de continuer vers la frontière russe. Au lieu de cela, elle doit passer par le Danemark. À son retour en août, elle s'installe au palais Elaguine, plus proche de Saint-Pétersbourg que Gatchina. Pendant la guerre, elle est présidente de la Croix-Rouge russe. Comme elle l'a fait une décennie plus tôt lors de la guerre russo-japonaise de 1904-1905, elle finance également un train sanitaire.
Pendant la guerre, l'influence de l'impératrice Alexandra sur les affaires de l'État suscite de grandes inquiétudes au sein de la maison impériale, tout comme l'influence que Grigori Raspoutine est supposé avoir sur elle, car elle est considérée comme provoquant le public et mettant en danger la sécurité des citoyens, le trône et la survie de la monarchie. Au nom de la famille impériale, la sœur de l'impératrice, la grande-duchesse Élisabeth Feodorovna, et sa cousine, la grande-duchesse Victoria Feodorovna, sont choisies pour servir de médiatrices et demander à l'impératrice Alexandra de bannir Raspoutine de la cour pour la protéger ainsi que la réputation du trône, mais sans succès. Parallèlement, plusieurs grands-ducs tentent d'intervenir auprès du tsar, mais sans plus de réussite.
Il existe des documents qui soutiennent le fait que dans cette situation critique, Marie Feodorovna aurait été impliquée dans un projet de coup d'État pour destituer son fils afin de sauver la monarchie. Le plan aurait été que Marie lance un dernier ultimatum au tsar pour qu'il bannisse Raspoutine, à moins qu'il ne souhaite qu'elle quitte la capitale, ce qui serait le signal du déclenchement du coup d'État. La manière exacte dont elle aurait envisagé de remplacer son fils n'est pas confirmée, mais deux versions existent : d'abord, que le grand-duc Paul Alexandrovitch de Russie prenne le pouvoir au nom de Marie, et qu'elle devienne ensuite elle-même impératrice de Russie ; l'autre version affirme que le grand-duc Paul Alexandrovitch remplace le tsar par le fils de celui-ci, Alexis Nikolaïevitch, et que Marie et Paul Alexandrovitch partagent la régence pendant sa minorité. Marie est invitée à faire appel au tsar après que l'impératrice Alexandra lui ait demandé de révoquer le ministre Alexeï Polivanov. Dans un premier temps, elle refuse, et sa belle-sœur, la grande-duchesse Maria Pavlovna, déclare à l'ambassadeur de France : « Ce n'est pas un manque de courage ou d'envie qui la retient. Il vaut mieux qu'elle ne le fasse pas. Elle est trop franche et impérieuse. Dès qu'elle commence à faire la leçon à son fils, ses sentiments s'emportent ; elle dit parfois exactement le contraire de ce qu'elle devrait ; elle l'agace et l'humilie. Puis il se dresse sur sa dignité et rappelle à sa mère qu'il est l'empereur. Ils se quittent en colère ». Finalement, elle est cependant convaincue d'agir. L'impératrice Alexandra aurait été informée du projet de coup d'État et, lorsque Marie Feodorovna lance son ultimatum au tsar, l'impératrice l'aurait convaincu d'ordonner à sa mère de quitter la capitale. En conséquence, l'impératrice douairière quitte Saint-Pétersbourg la même année pour vivre au palais Mariinsky à Kiev. Elle n'est plus jamais revenue dans la capitale russe. L'impératrice Alexandra commente son départ : « C'est bien mieux que mère reste à Kiev, où le climat est meilleur et où elle peut vivre comme elle le souhaite et entendre moins de ragots ».
À Kiev, Marie s'engage dans le travail caritatif auprès de la Croix-Rouge, et en septembre, le cinquantième anniversaire de son arrivée en Russie est célébré par de grandes festivités, au cours desquelles elle reçoit la visite de son fils Nicolas II, venu sans sa femme. L'impératrice Alexandra écrit au tsar : « Quand vous verrez votre chère mère, vous devrez lui dire assez sèchement combien vous êtes peiné qu'elle écoute les calomnies et ne les arrête pas, car elles font du mal et d'autres seraient ravis, j'en suis sûr, de la monter contre moi... ». Marie demande encore à Nicolas II de renvoyer Raspoutine et d'éloigner Alexandra de toute influence politique, mais peu de temps après, Nicolas et Alexandra rompent tout contact avec la famille impériale.
Lorsque Raspoutine est assassiné, une partie de la famille impériale demande à Marie de retourner dans la capitale et de profiter de l'occasion pour remplacer Alexandra comme conseillère politique du tsar. Marie refuse, mais elle admet qu'Alexandra devrait être soustraite à toute influence sur les affaires de l'État : « Alexandra Feodorovna doit être bannie. Je ne sais pas comment mais il faut le faire. Sinon, elle pourrait devenir complètement folle. Qu'elle entre dans un couvent ou qu'elle disparaisse simplement ».

### Exil (1917-1928)

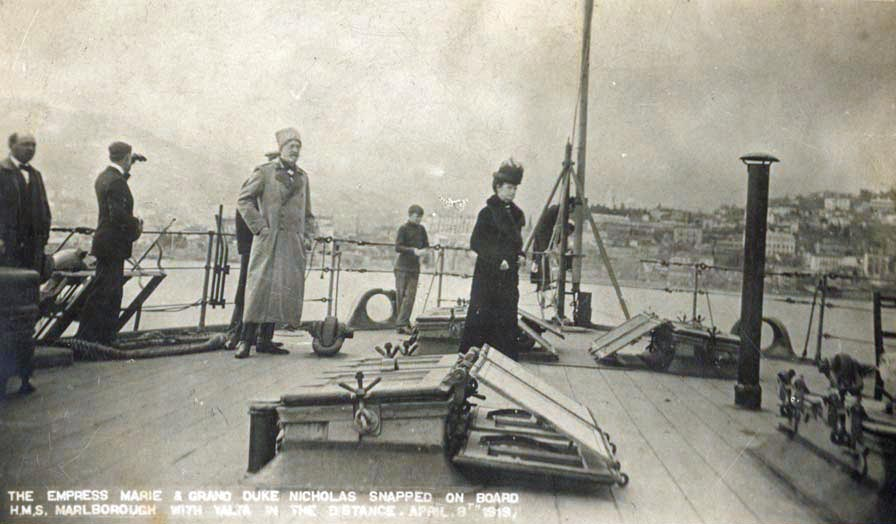
L'impératrice Marie et le grand-duc Nicolas Nikolaïevitch quittent la Russie en 1919 à bord du cuirassé avec Yalta en arrière-plan.

La révolution éclate en 1917 et entraîne l'abdication de Nicolas II le 15 mars. Après avoir rencontré son fils déchu à Mogilev, Marie retourne à Kiev, où elle réalise rapidement à quel point la ville a changé et que sa présence n'est plus souhaitée. Sa famille la persuade de se rendre en Crimée en train avec un groupe d'autres membres de la famille Romanov.
Après avoir vécu quelque temps dans l'une des résidences impériales de Crimée, elle reçoit des informations selon lesquelles ses fils, sa belle-fille et ses petits-enfants ont été assassinés. Cependant, elle rejette publiquement l'information, la qualifiant de rumeur. Le lendemain de l'assassinat de la famille du tsar, Marie reçoit un message de Nicolas, qui lui raconte combien la vie est difficile pour sa famille à Ekaterinbourg. Elle écrit : « Et personne ne peut les aider ou les libérer – Dieu seul ! Mon Seigneur, sauve mon pauvre et malchanceux Nicky, aide-le dans ses dures épreuves ! ». Dans son journal, elle se réconforte : « Je suis sûre qu'ils ont tous quitté la Russie et maintenant les bolcheviks tentent de cacher la vérité. ». Elle garde fermement cette conviction jusqu'à sa mort, la vérité étant trop douloureuse pour qu’elle l’admette publiquement. Ses lettres à son fils et à sa famille ont depuis presque toutes été perdues ; mais dans une qui subsiste, elle écrit à Nicolas : « Tu sais que mes pensées et mes prières ne te quittent jamais. Je pense à toi jour et nuit et j'ai parfois un tel mal au cœur que je crois que je n'en peux plus. Mais Dieu est miséricordieux. Il nous donnera de la force pour cette terrible épreuve ». Sa fille, Olga Alexandrovna, commente à ce sujet : « Pourtant, je suis sûre qu'au fond de son cœur, ma mère avait fini par  accepter la vérité quelques années avant sa mort. ».
Malgré le renversement de la monarchie en 1917, l'impératrice Marie, âgée de 70 ans, commence par refuser de quitter la Russie. Ce n'est qu'en 1919, sur l'insistance de sa sœur Alexandra, reine douairière du Royaume-Uni, qu'elle part à contrecœur. Marie et dix-sept autres membres de la famille impériale quittent la Russie à bord du cuirassé HMS Marlborough envoyé par son neveu George V.
Après un bref séjour dans la base britannique de Malte, ils se rendent en Angleterre à bord du cuirassé britannique HMS Lord Nelson, et elle habite avec sa sœur Alexandra. Bien que la reine Alexandra ait toujours bien traité sa sœur et qu'elles aient passé du temps ensemble à Marlborough House et à Sandringham House, Marie, en tant qu'impératrice douairière déchue, estime qu'elle est désormais « numéro deux », contrairement à sa sœur, une reine douairière populaire, et elle retourne finalement dans son Danemark natal. Après avoir vécu brièvement avec son neveu, le roi Christian X, dans une aile du palais de Amalienborg, elle choisit sa villa de Hvidøre, près de Copenhague, comme nouvelle résidence permanente.
De nombreux émigrés russes à Copenhague continuent à la considérer comme l'impératrice et lui demandent souvent de l'aide. L'Assemblée monarchique panrusse tenue en 1921 lui propose d'occuper le trône de Russie, mais elle refuse avec la réponse évasive « Personne n'a vu Nicky se faire tuer » et il y a donc une chance que son fils soit encore en vie. Elle apporte un soutien financier à Nikolaï Sokolov, qui étudie les circonstances de la mort de la famille du tsar, mais ils ne se sont jamais rencontrés. La grande-duchesse Olga lui envoie en effet un télégramme à Paris annulant un rendez-vous car il aurait été trop difficile pour l'impératrice, diminuée, d'entendre la terrible histoire de son fils et de sa famille.
En novembre 1925, la sœur préférée de Marie, la reine Alexandra, décède. C'est la dernière perte qu'elle pouvait supporter. « Elle était prête à rencontrer son Créateur », écrit son gendre, le grand-duc Alexandre Mikhaïlovitch, à propos de ses dernières années. Le 13 octobre 1928 à Hvidøre, l'impératrice douairière Marie Feodorovna décède à l'âge de quatre-vingts ans, après avoir survécu à quatre de ses six enfants. Après le service religieux dans l'église orthodoxe russe Alexandre Nevski de Copenhague, l'impératrice est inhumée à la cathédrale de Roskilde.
Avant de mourir, l'impératrice de Russie émet le souhait d'être enterrée auprès de son époux Alexandre III.

### Inhumation à Saint-Pétersbourg
Son corps est exhumé en septembre 2006 dans l'attente d'être transféré en Russie. Le 26 septembre 2006, les restes de l'ancienne impératrice douairière sont rapatriés en Russie. Les funérailles sont célébrées le 28 septembre à la cathédrale Pierre-et-Paul à Saint-Pétersbourg. Ainsi, quatre-vingt sept ans après son exil en Angleterre puis au Danemark, l'impératrice est inhumée dans le tombeau de la famille impériale, en compagnie de son mari Alexandre III, son fils Nicolas II, sa belle-fille Alexandra et ses trois petites-filles, Olga, Tatiana et Anastasia. Viendront ensuite la rejoindre ses deux derniers petits-enfants, Marie et le tsarévitch Alexis en 2008.

## Mariage et descendance

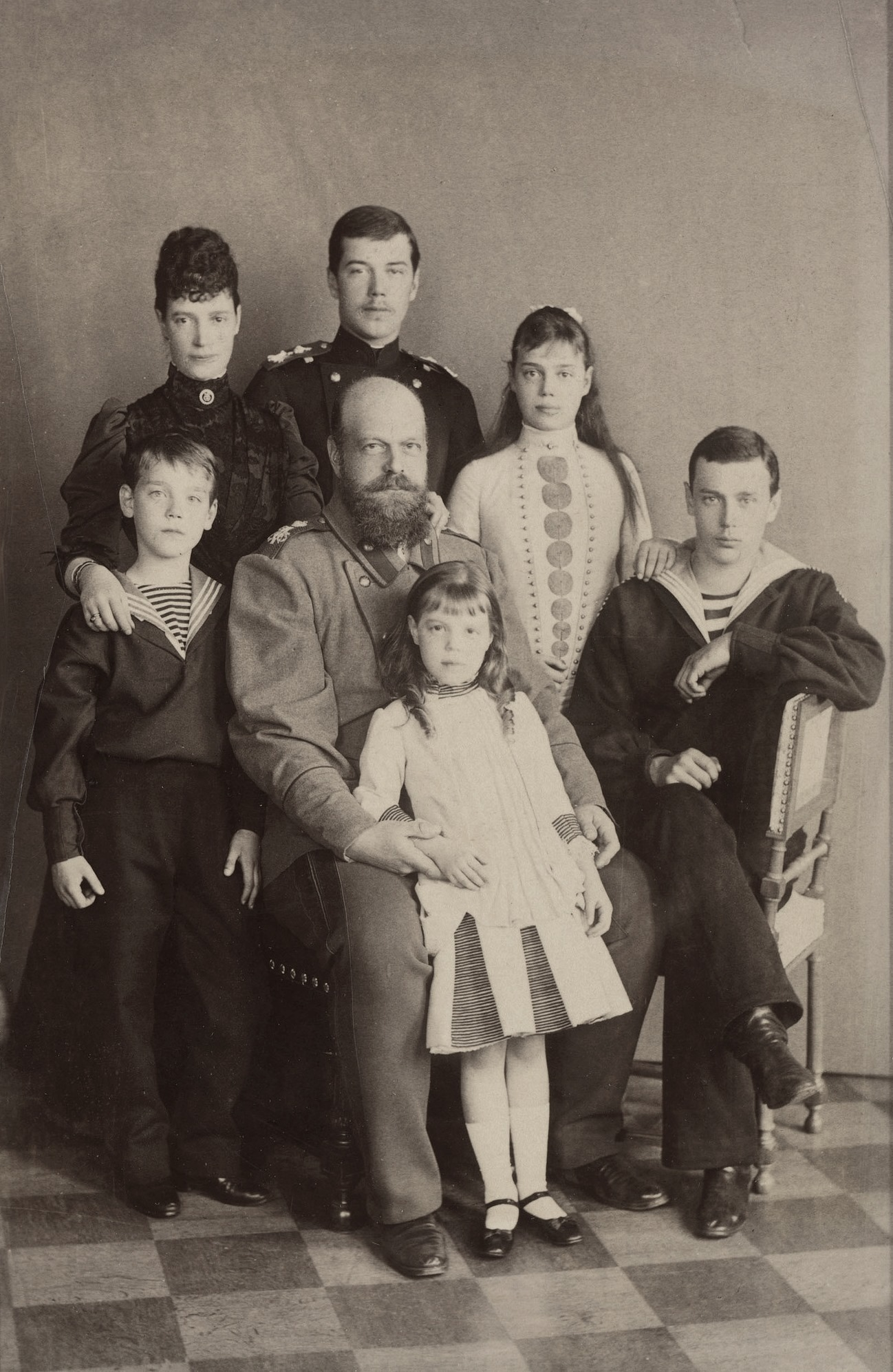
La famille impériale russe en 1888.

Le 28 octobre 1866 (9 novembre dans le calendrier grégorien), elle épouse à la grande église du palais d'Hiver le tsarévitch Alexandre Alexandrovitch de Russie, avec qui elle a six enfants :
- Nicolas Alexandrovitch (6 mai 1868 - 17 juillet 1918), qui épouse le 26 novembre 1894 Alix de Hesse-Darmstadt (1872-1918) ;
- Alexandre Alexandrovitch (7 juin 1869 - 2 mai 1870) ;
- Georges Alexandrovitch (6 mai 1871 - 9 août 1899), sans alliance ;
- Xenia Alexandrovna (6 avril 1875 - 20 avril 1960), qui épouse le 6 août 1894 son cousin le grand duc Alexandre Mikhaïlovitch de Russie (1866-1933) ;
- Michel Alexandrovitch (28 novembre 1878 - 12 juin 1918), qui épouse morganatiquement en 1912 Natalia Cheremetievskaïa (1880-1952) ;
- Olga Alexandrovna (13 juin 1882 - 24 novembre 1960), qui épouse en 1901 le duc Pierre Alexandrovitch d'Oldenbourg (1868-1924), mariage dissous en 1916, elle se remarie la même année avec Nicolas Koulikovski (1882-1958).

## Honneurs
- 12 septembre 1864 : dame grand-croix de l'ordre de Sainte-Catherine
- 10 avril 1865 : dame grand-croix de l'ordre de Saint-Charles
- 25 mai 1881 : dame de première classe de l'ordre royal de Sainte-Isabelle de Portugal[51]
- 1883 : dame de l'ordre de Saint-André[52]
- 6 janvier 1887 : dame de l'ordre de la reine Marie-Louise[53]
- 23 janvier 1889 : dame grand-cordon de l'ordre de la Couronne précieuse[54]
- Dame de première classe de l'ordre de Louise